# Škoda Octavia
Ця стаття присвячена моделям Škoda Octavia, які представлені з 1996 року. Тут можна дізнатись про історичну модель Škoda Octavia (1959).
Škoda Octavia (Шкода Октавія) — автомобілі C-класу, що виробляються групою Volkswagen з 1996 року.

## Škoda Octavia I (Тип 1U; 1996—2010)

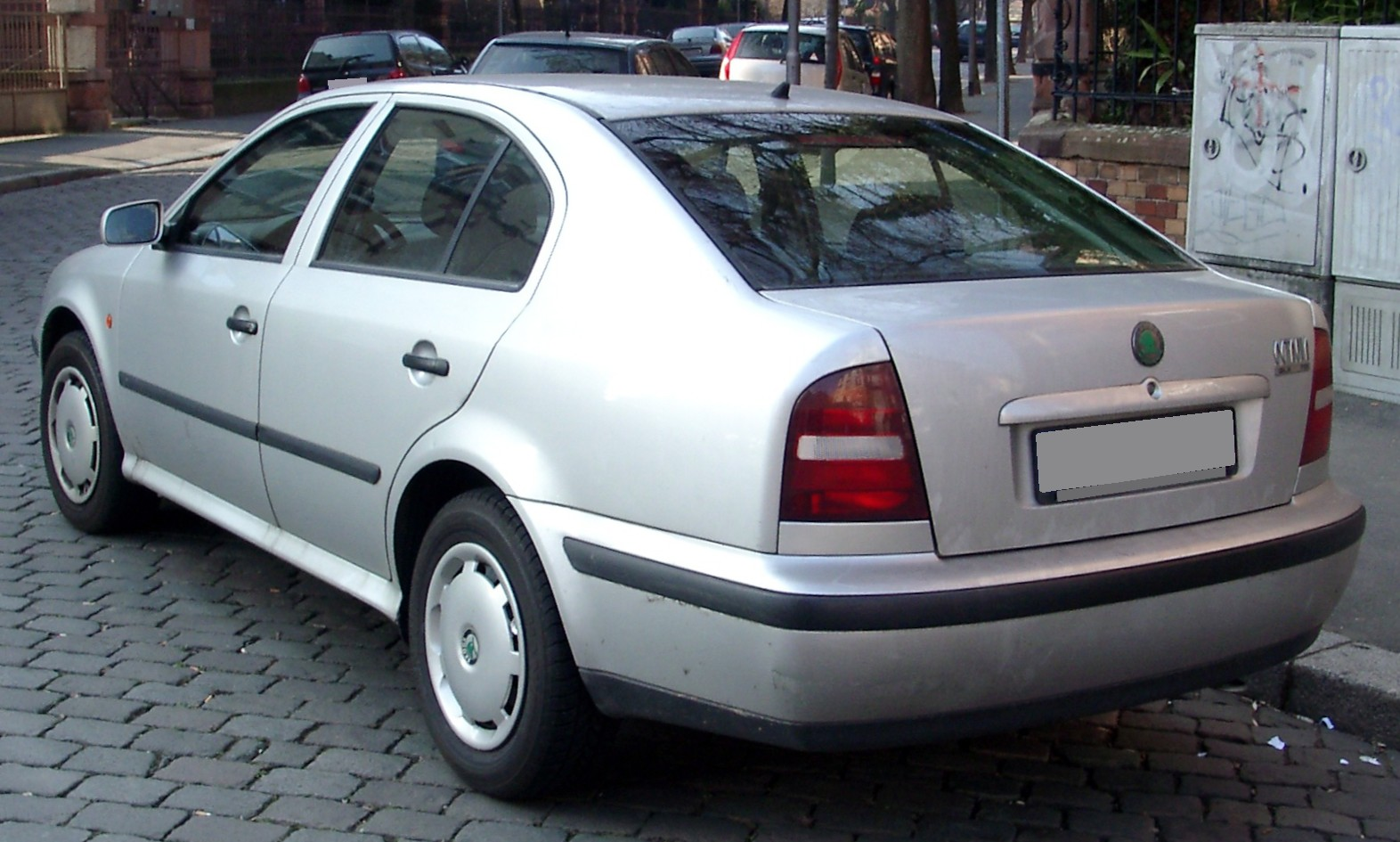
Skoda Octavia I
(1996—2000)

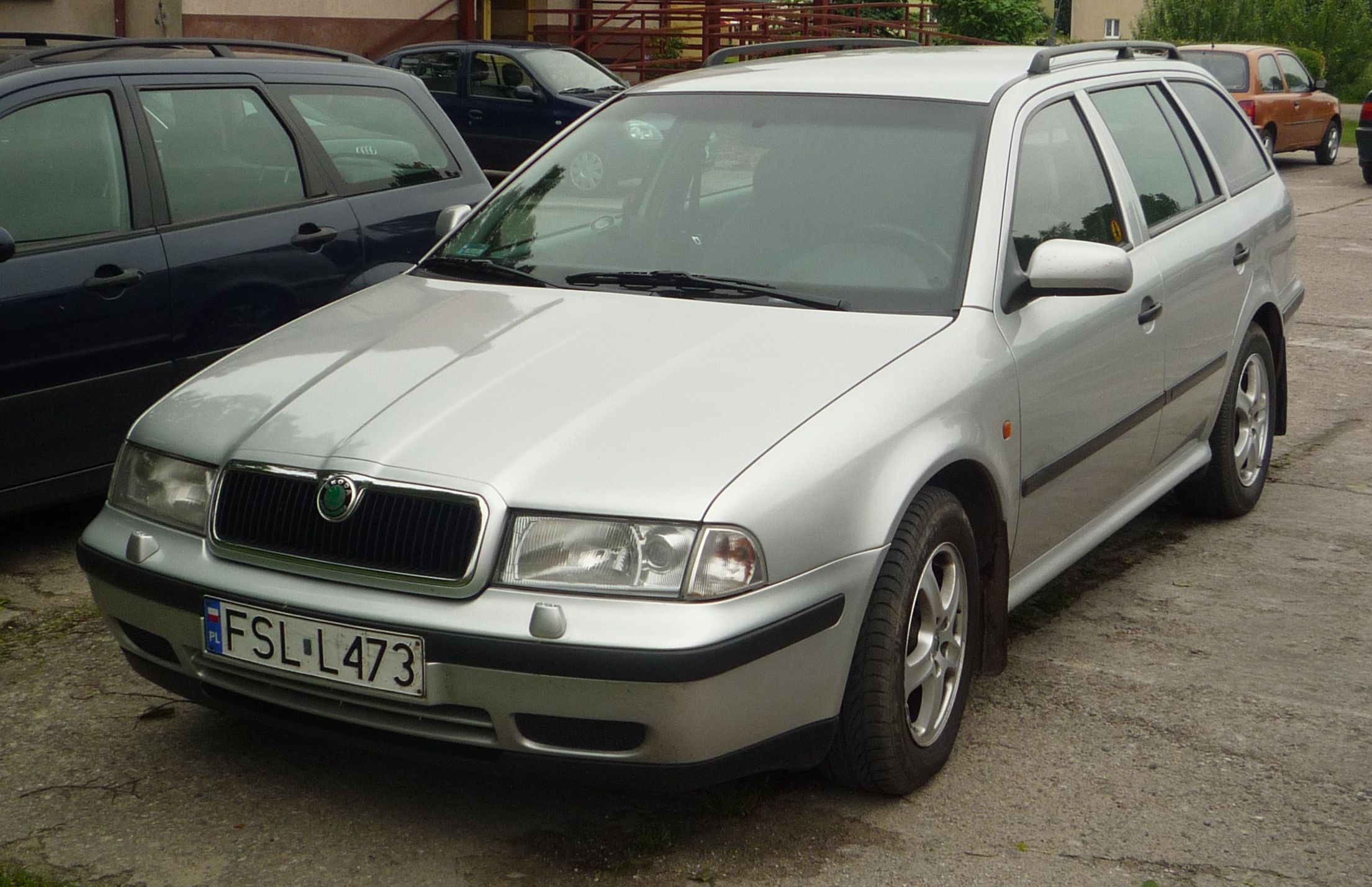
Skoda Octavia I Combi
(1998—2000)

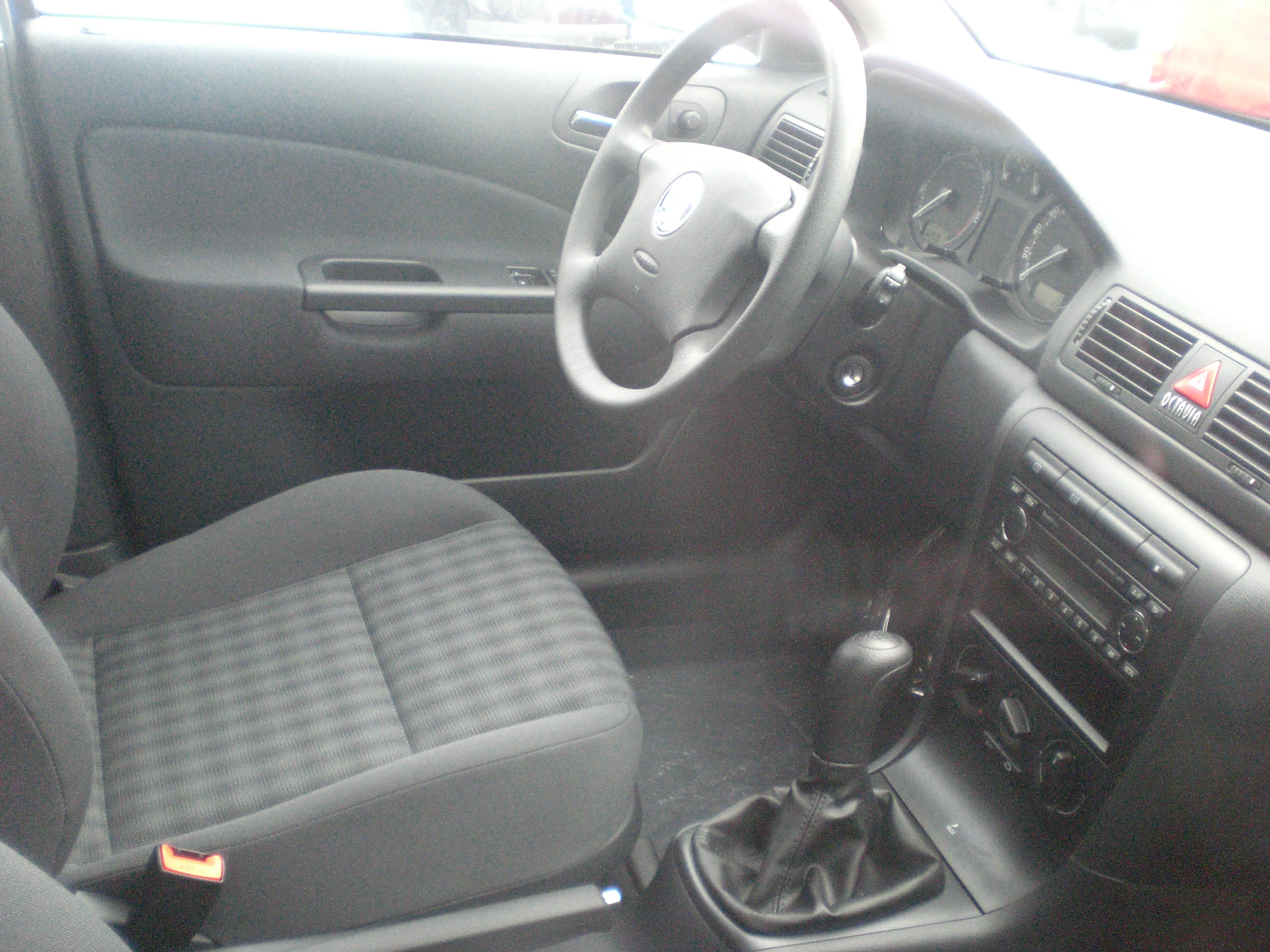

Сучасна Škoda Octavia з'явилася у вересні 1996 року на Паризькому автосалоні. У 1997 році почалося серійне виробництво. Octavia стала першою повністю новою моделлю, створеною після переходу фірми під контроль групи Volkswagen AG.
У рік дебюту Octavia була представлена тільки кузовом ліфтбек. У 1998 році почалися продажі універсала, що має у своїй назві додаткове позначення Combi.
В основу Octavia поклали платформу широко відомого Golf IV. Але при цьому чеський автомобіль є «переростком» у класі С, бо за своїми габаритами він впритул наближається до сегменту «D».
Octavia виділяється дуже містким багажником. Його об'єм у хетчбека — 528 л, а зі складеним заднім диваном — 1330 л. В Octavia Combi при складеному дивані можна вмістити цілих 1512 літрів, максимально допустиме навантаження становить 540 кг. Такі видатні показники досягнуті за рахунок не тільки збільшення заднього звису, а й зменшення простору для задніх пасажирів.
Octavia має декілька комплектацій. Найпростіша — Classic (до 2000 року називалася LX). У ній немає нічого, крім іммобілайзера (електронного пристрою блокування), гідропідсилювача керма і регульованої кермової колонки. У наступній за рангом Ambient (GLX) начинка вже відповідає сучасному автомобілю: центральний замок, електричні склопідіймачі, електрорегулювання дзеркал заднього виду, бортовий комп'ютер, подушки безпеки, а також, як правило, аудіосистема і кондиціонер.
Третя версія іменується Elegance (SLX), крім того, що є в попередніх, відрізняється литими дисками та розширеним електропакетом. Максимальну комплектацію має Laurin & Klement : шкіряний салон, електролюк, 16-дюймові колеса, ксенонові фари, парктронік, датчик дощу, підігрів передніх сидінь, оздоблення хромом, алюмінієм і деревом.
Робоче місце водія відповідає всім вимогам ергономіки. Завдяки регульованій кермовій колонці і можливості вибору необхідної висоти водійського крісла проблем зі знаходженням оптимального положення за кермом не виникає.
Усі двигуни Octavia дісталися в спадок від Volkswagen та Audi. На модель встановлювали кілька чотирициліндрових інжекторних бензинових агрегатів і турбодизелів. Спочатку автомобіль пропонувався тільки з кузовом хетчбек і з такими двигунами: бензинові 1,6 л (75 к. с.) і 1,8 л (125 к. с.), а також турбодизель 1,9 л (90 к. с.). Трохи пізніше з'явився бензиновий агрегат об'ємом 1,6 л і потужністю 101 к. с. Крім цих двигунів, автомобіль комплектувався 1,8 л (125 к. с.), а з 2000 року принципово новим екологічним 1,4 л (75 к. с.).
Особливо варто виділити модифікацію 1,8-літрового двигуна з турбонаддувом з індексом 1,8 Т, потужністю 150 к. с. Цей агрегат дуже популярний серед водіїв, які віддають перевагу активному стилю їзди.
Із запуском у виробництво універсала лінійка силових агрегатів поповнилася ще одним турбодизелем TDI 1,9 л (110 к. с.).
У 1999 році дебютували повнопривідні модифікації універсалу (а хетчбек почав пропонуватися у версії 4х4 лише з 2000 року). У них застосована система повного приводу 4-Motion. У ній крутний момент між осями розподіляє муфта Haldex з електронним блоком управління. У нормальних дорожніх умовах він передається лише на передні колеса, але як тільки вони починають пробуксовувати, одразу ж частково перекидається на задні.
Повним приводом оснащувалися лише автомобілі з найпотужнішими двигунами — бензиновим 1,8 Т і турбодизелем. Ще повнопривідні версії мають іншу задню підвіску — незалежну багатоважільну.
У 1999 році лінійка силових агрегатів поповнилася новим бензиновим 2,0-літровий двигун потужністю 115 к. с.
У 2000 році Octavia зазнала фейсліфтінг (оновлення зовнішнього вигляду, обличчя) і отримала оновлену зовнішність: злегка збільшені фари, іншу решітку радіатора і нові бампери. На відміну від хетчбека в універсала задні ліхтарі залишилися колишніми. Модернізація торкнулася і салону — була змінена конструкція заднього сидіння, у результаті з'явилися додаткові 40 мм для ніг задніх пасажирів.
У 2000 році дебютувала передньопривідна версія RS з форсованим 1,8-літровим 20-клапанним двигуном, що розвиває 180 к. с.
З 2004 року модель виготовляється під назвою Škoda Octavia Tour.
10 листопада 2010 року Škoda Octavia Tour зняли з виробництва.

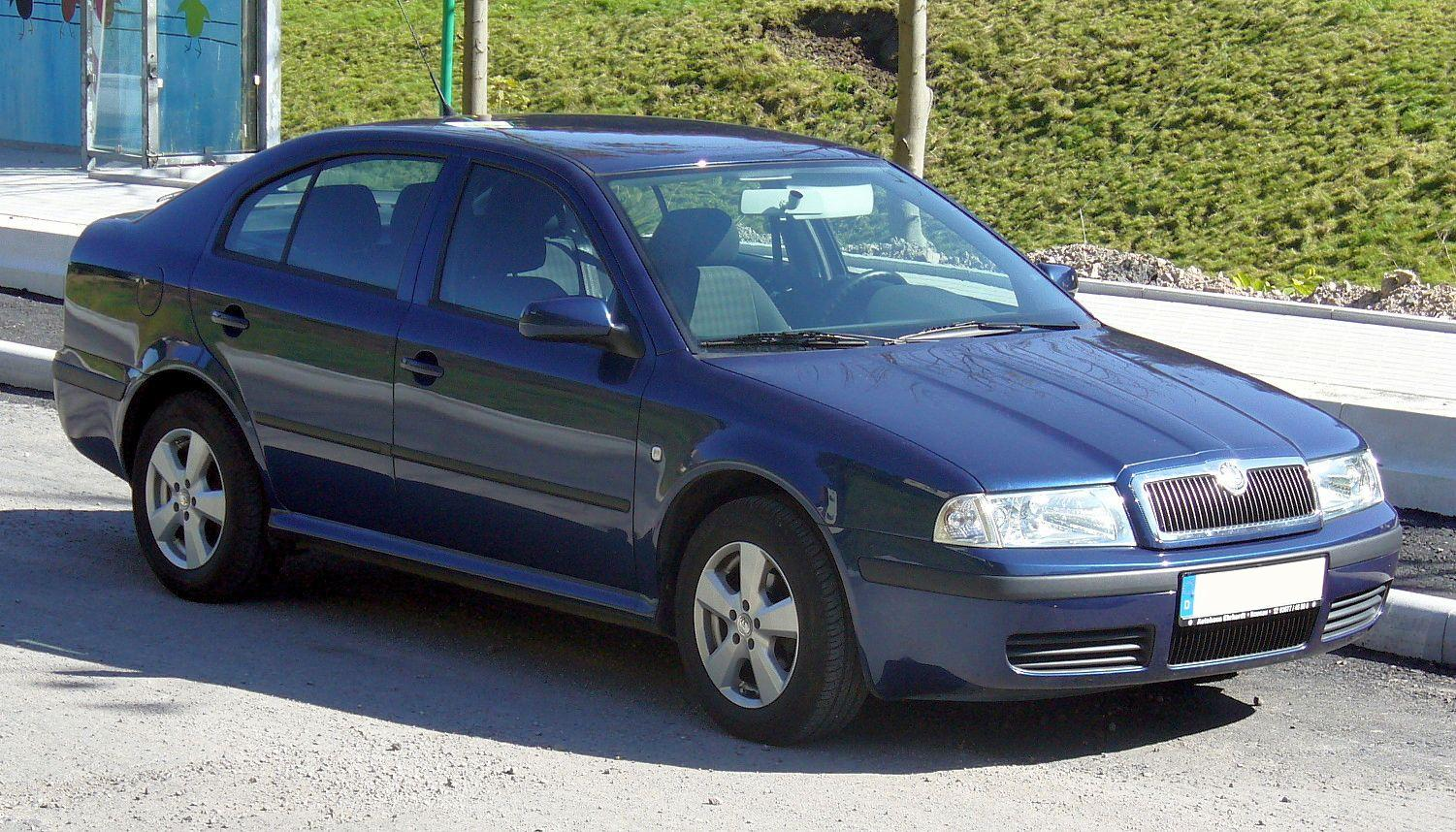
Skoda Octavia I (2000—2010)
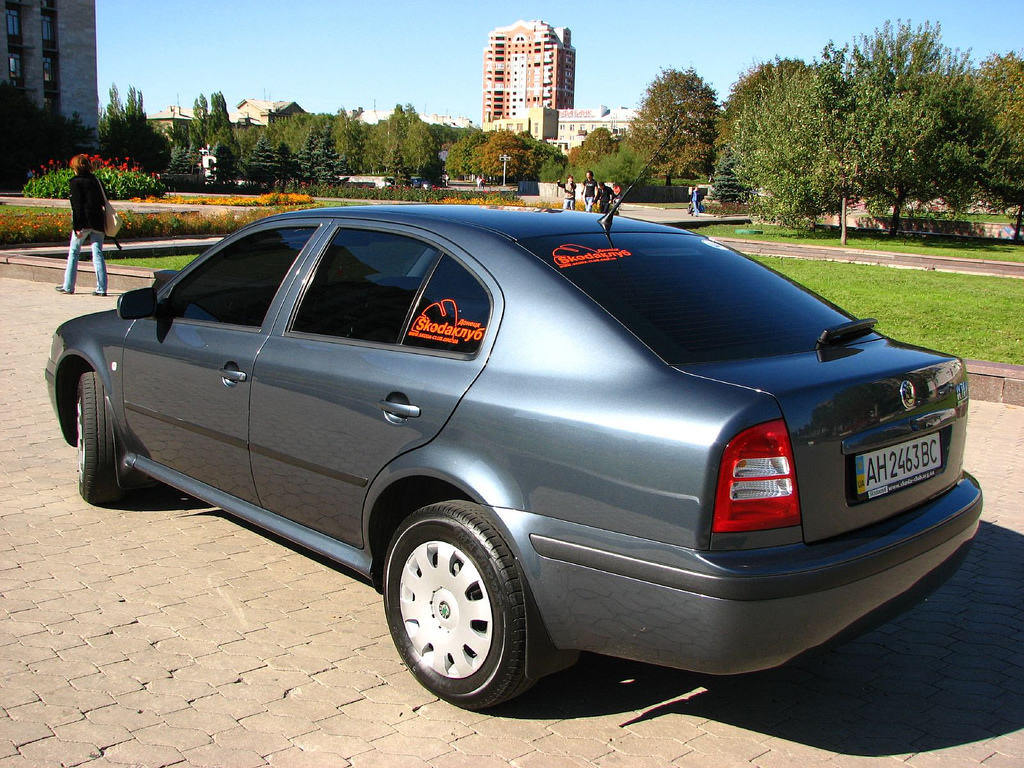
Skoda Octavia I (2000—2010)
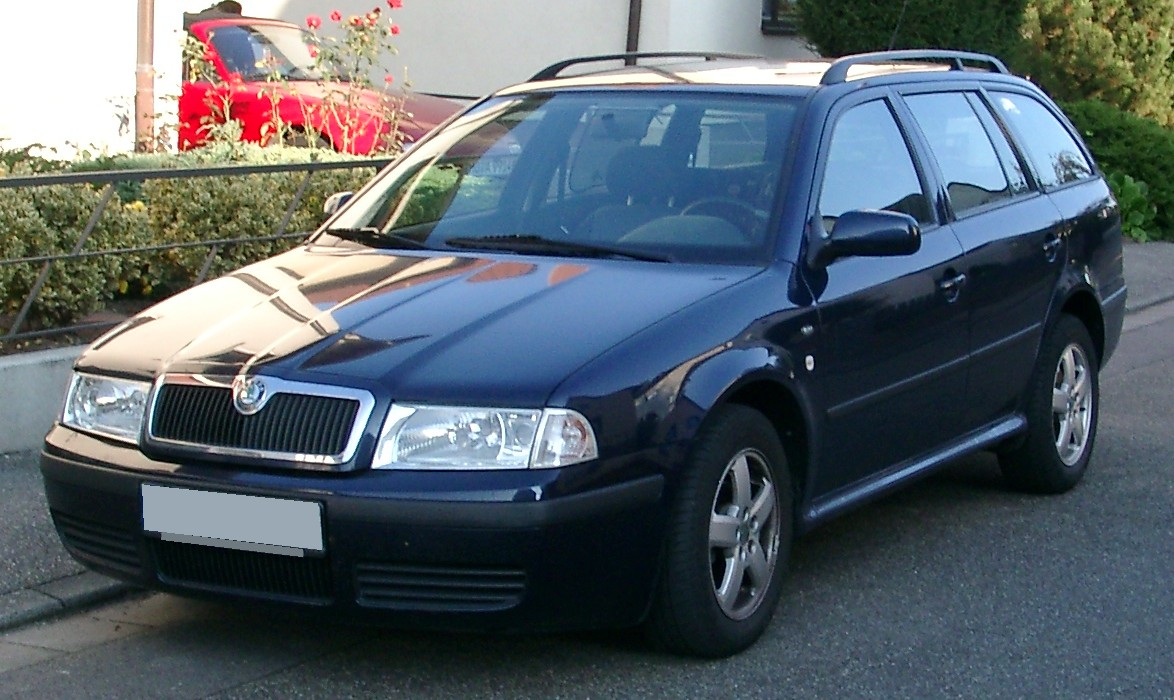
Skoda Octavia I Combi (2000—2010)
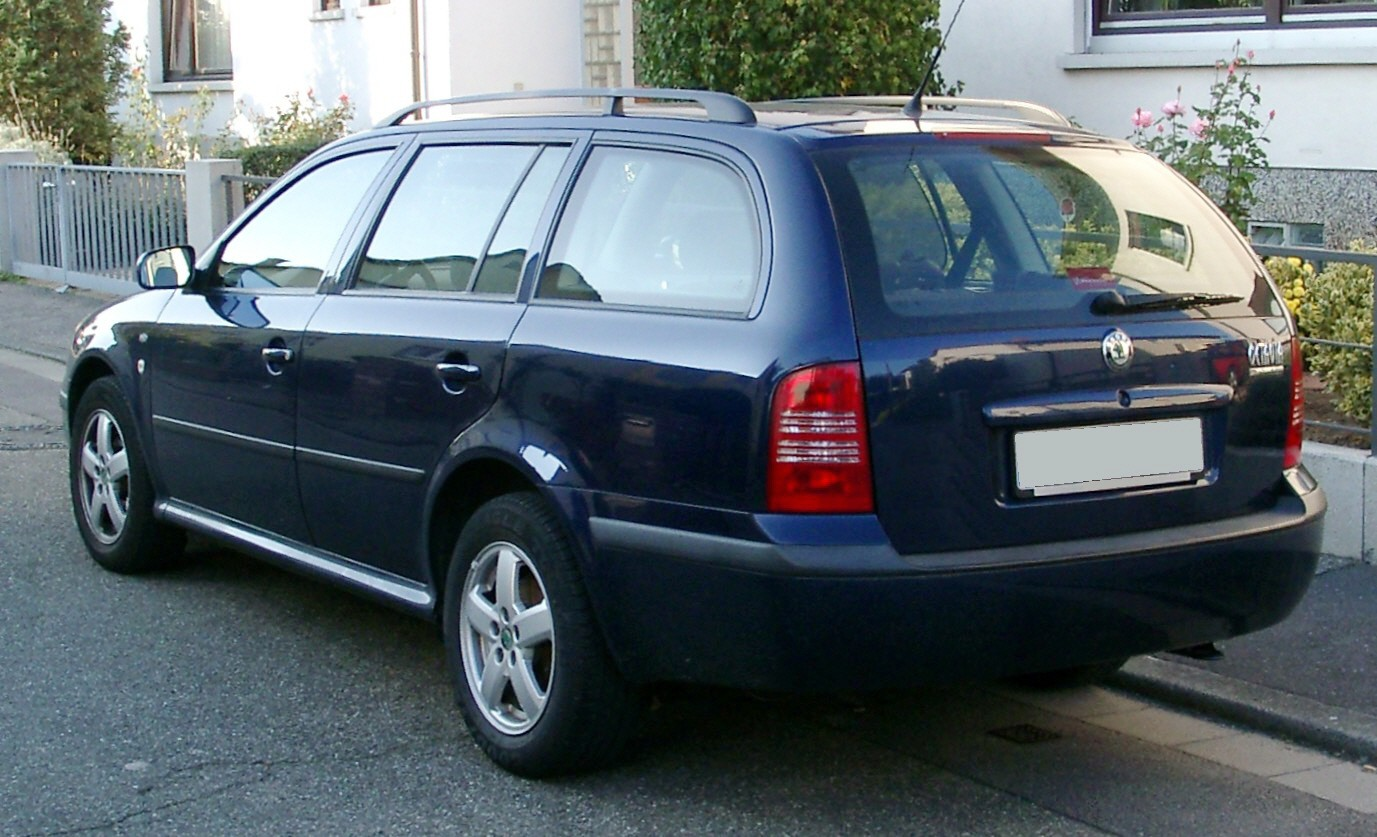
Skoda Octavia I Combi (2000—2010)
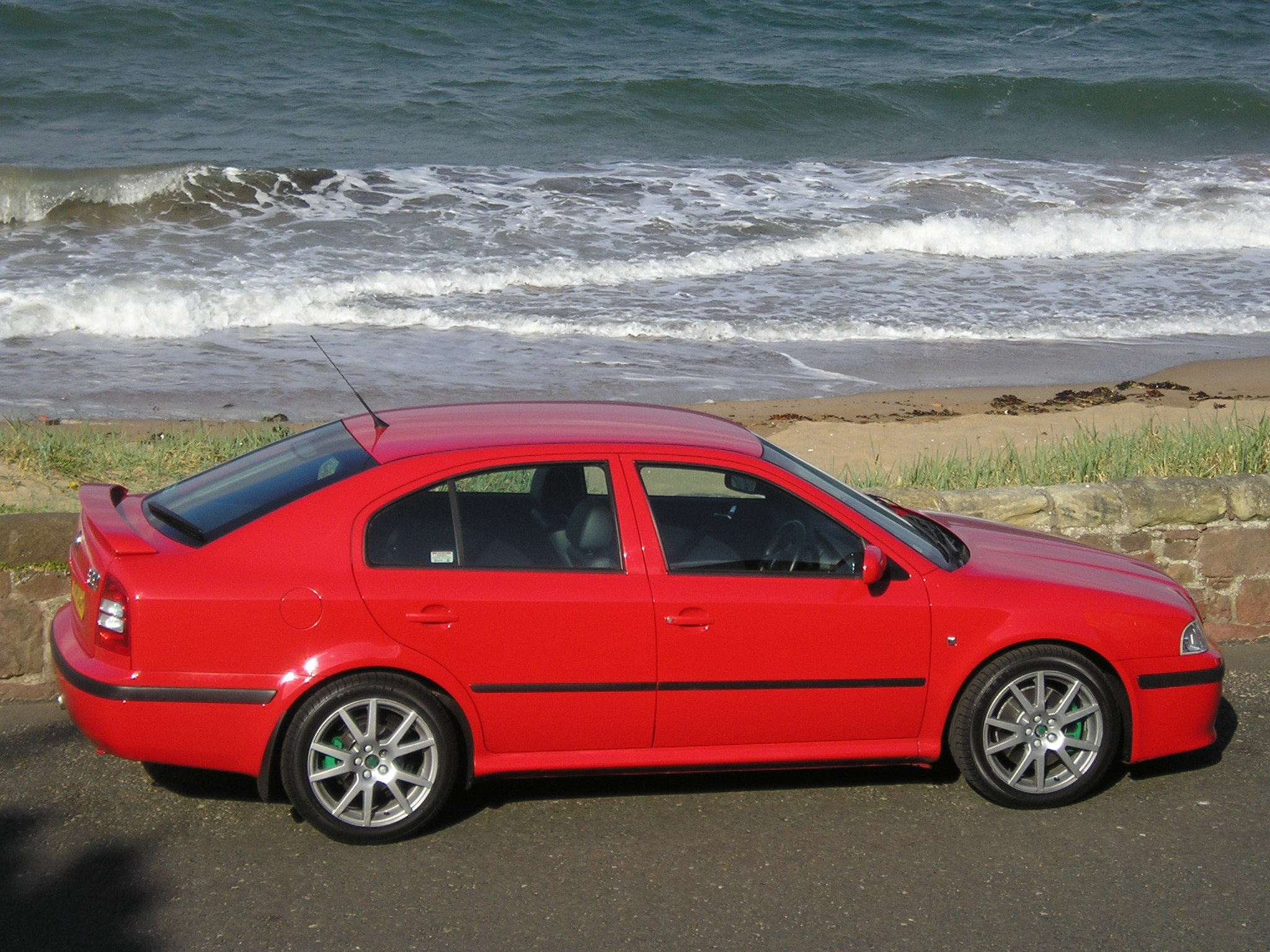
Skoda Octavia I RS (2000—2004)
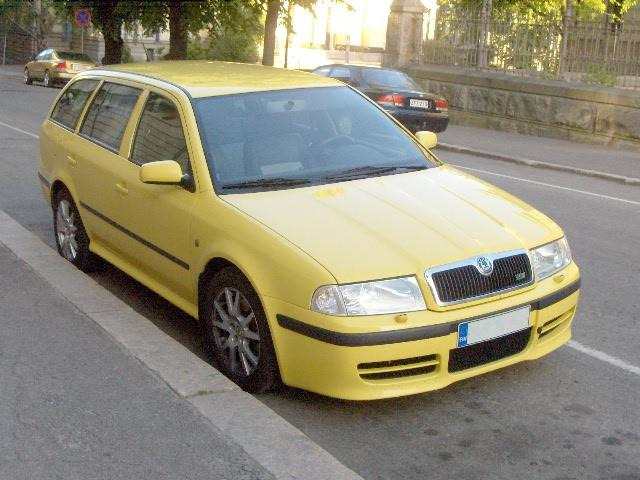
Skoda Octavia I RS Combi (2000—2004)

### Динаміка продаж Škoda Octavia I

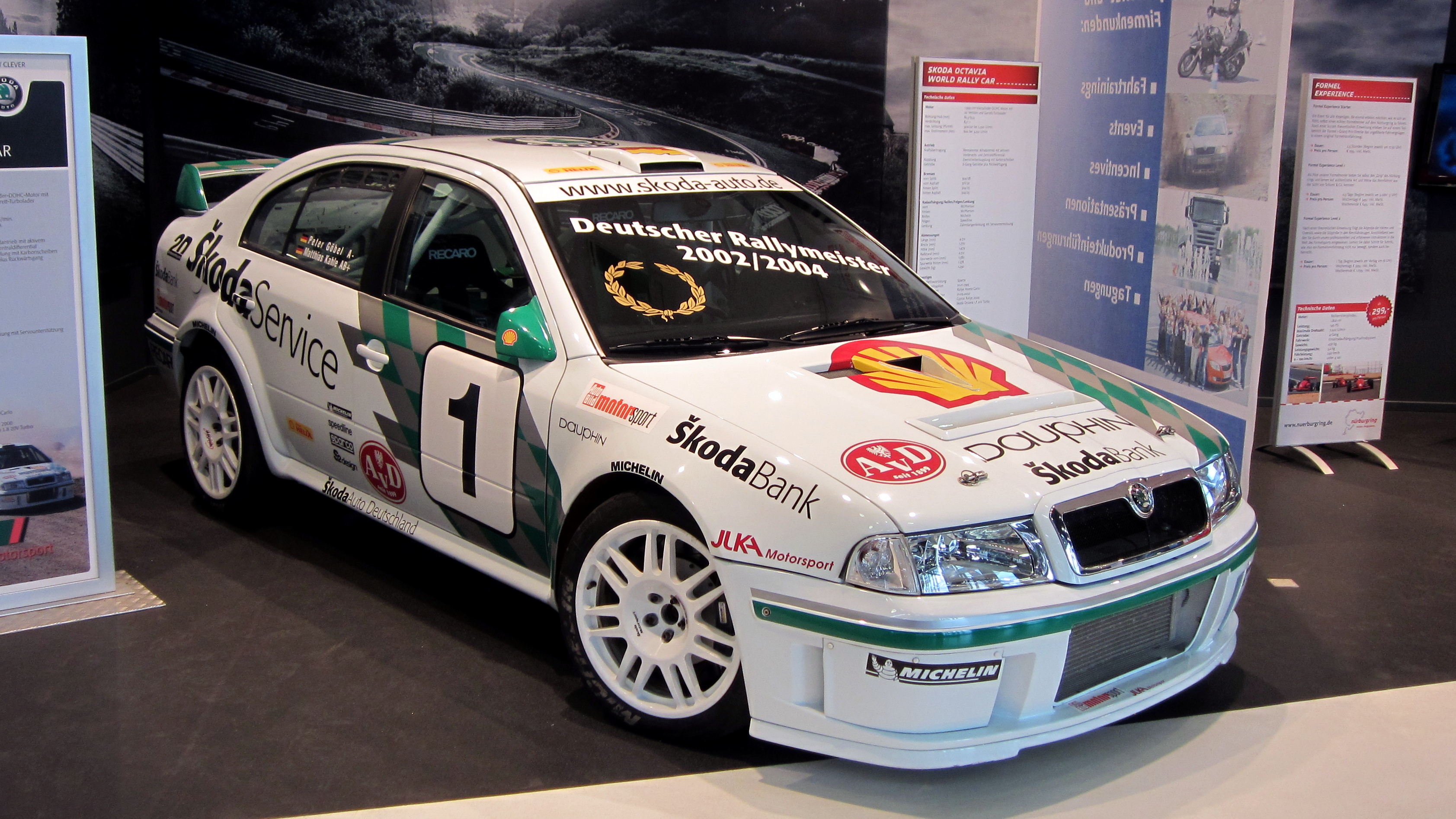
Škoda Octavia WRC

### Кольори кузова
|  |  |  |  |  |  |  |  |  | R |

### Динаміка продаж Škoda Octavia I[5]
| Рік  | Хетчбек | Combi   | Всього    |
| ---- | ------- | ------- | --------- |
| 1997 | 47 876  | —       | 47 876    |
| 1998 | 87 127  | 15 246  | 102 373   |
| 1999 | 90 733  | 52 518  | 143 251   |
| 2000 | 96 253  | 62 250  | 158 503   |
| 2001 | 97 925  | 67 386  | 165 311   |
| 2002 | 98 766  | 65 251  | 164 017   |
| 2003 | 97 198  | 68 437  | 165 635   |
| 2004 | 82 259  | 58 427  | 140 686   |
| 2005 | 48 999  | 20 802  | 69 801    |
| 2006 | 53 783  | 15 540  | 69 323    |
| 2007 | 58 287  | 14 242  | 72 529    |
| 2008 | 65 544  | 12 046  | 77 590    |
| 2009 | 32 825  | 10 920  | 43 745    |
| Сума | 957 575 | 462 885 | 1 420 460 |

### Спорт
На основі Škoda Octavia був розроблений ралійний автомобіль Škoda Octavia WRC. Матіас Кале на цьому автомобілі виграв німецький чемпіонат з ралі в 2002 і 2004 роках. Автомобіль мав у двигун об'ємом 1999 см3 з чотирма циліндрами, 20 клапанами DOHV і турбокомпресором Garrett розвивав потужність близько 300 кінських сил.

## Škoda Octavia II (Тип 1Z; 2004—2013)

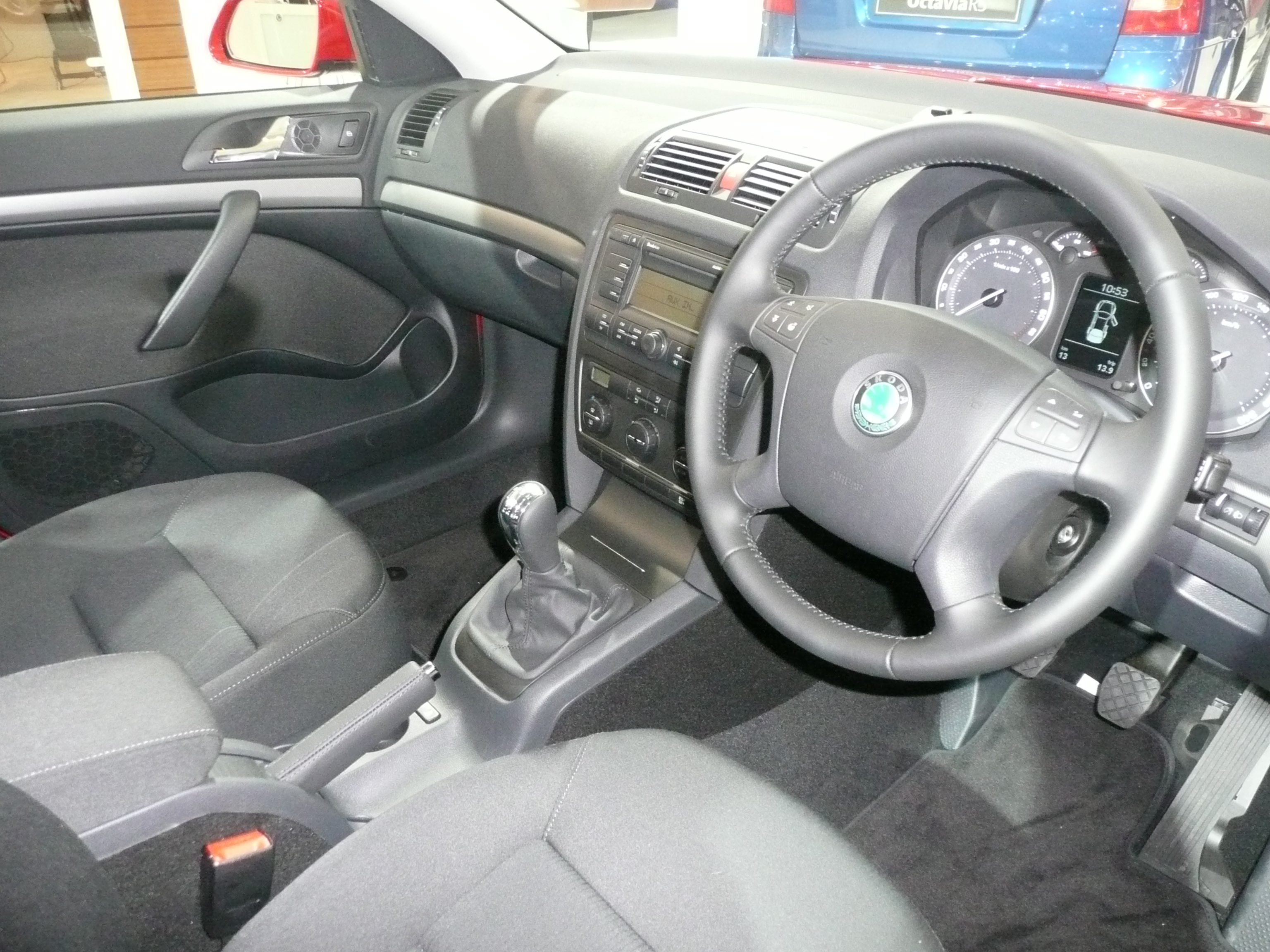

У 2004 році компанія Skoda представила друге покоління Octavia. Автомобіль отримав нові технології: двигуни з прямим впорскуванням FSI, роботизовану 6-ступінчасту КПП DSG і нову задню підвіску.
New Octavia отримала абсолютно нову головну оптику і передній бампер із широким повітрозабірником. Довжина автомобіля 4572 мм, ширина — 1769 мм, висота — 1462 мм.
Через пів року після дебюту хетчбека був офіційно представлений універсал Skoda New Octavia Combi в передньо- і повноприводному варіантах. Вантажний відсік універсала вміщує від 580 до 1620 л.
Об'єм багажника хетчбека в звичайному стані становить 560 л, при складених задніх сидіннях, він збільшується до 1350 л (у попередника 528 л і 1328 л відповідно). Крім того, в Octavia передбачено безліч відділень для дрібних речей.
Однією із переваг нової Octavia є навантажувальна висота, яка була зменшена з 696 до 674 мм. Примітно, що повнорозмірна «запаска» не входить у базову комплектацію, як на більшості європейських автомобілів, а замість неї пропонується комплект-реаніматор.
Лінійка силових агрегатів складається з шести двигунів: чотирьох бензинових і двох дизельних. Вони розташовуються поперечно і приводять у рух передні колеса. Від попередньої версії новинка успадкувала два бензинових двигуна об'ємом 1,4 л (75 к. с.) і 1,6 л (102 к. с.), а також 1,9-літровий турбодизель TDI (105 к. с.). До них додалися два «фольксвагенівський» бензинових агрегати з прямим впорскуванням FSI об'ємом 1,6 л (116 к. с.) і 2,0 л (150 к. с.) і ще один турбодизель TDI обсягом 2,0 л і потужністю 140 к. с.
Залежно від потужності двигуна в «стандарті» пропонується 5- або 6-ступінчаста механічна КПП. А як опцію можна замовити 6-ступінчастий «автомат» або роботизовану КПП DSG. Остання доступна тільки для турбодизельних версій.
Усі New Octavia оснащені системою бортової діагностики EOBD (European On Board Diagnostics). Принцип її роботи заснований на аналізі складу відпрацьованих газів. Якщо вміст шкідливих речовин перевищує допустимі норми, на приладовій панелі запалюється червона контрольна лампа, а інформація про несправність зберігається в пам'яті комп'ютера, що полегшує подальшу діагностику на СТО.
Автомобіль отримав нову незалежну підвіску: передню зі стійками McPherson, задню — чотирьохважіль (раніше ззаду була напівзалежна підвіска). Гідропідсилювач керма поступився місцем адаптивному електричному, який змінює зусилля на рульовому колесі залежно від швидкості.
Модель пропонується у версіях: Classic, Mint, Ambiente, Elegance. У базову комплектацію Classic входять дві фронтальні і дві бічні подушки безпеки, ABS, Brake Assist, дискові гальма всіх коліс, центральний замок, триточкові ремені на всіх п'яти сидіннях, крісло водія з регулюванням висоти, рульова колонка, довжина і кут якої змінюються, два кріплення ISOFIX. Пасажирські подушки безпеки можна відключити. Список додаткового устаткування теж вражає: ксенонові фари, навігаційна система, ESP. Для New Octavia передбачена широка палітра кольорів кузова і оздоблення інтер'єру, а також тканинна або шкіряна оббивка.
У 2007 році дебютувала спеціальна позашляхова версія Octavia Scout із захисним пластиковим обвісом по периметру і збільшеним з 140 до 180 мм кліренсом. Універсал комплектувався 2,0-літровими бензиновим і дизельним агрегатами (150 і 140 к. с.) і повнопривідною трансмісією.
У 2009 році все сімейство Octavia II оновили, змінивши зовнішній вигляд, ці моделі мають назву FL.

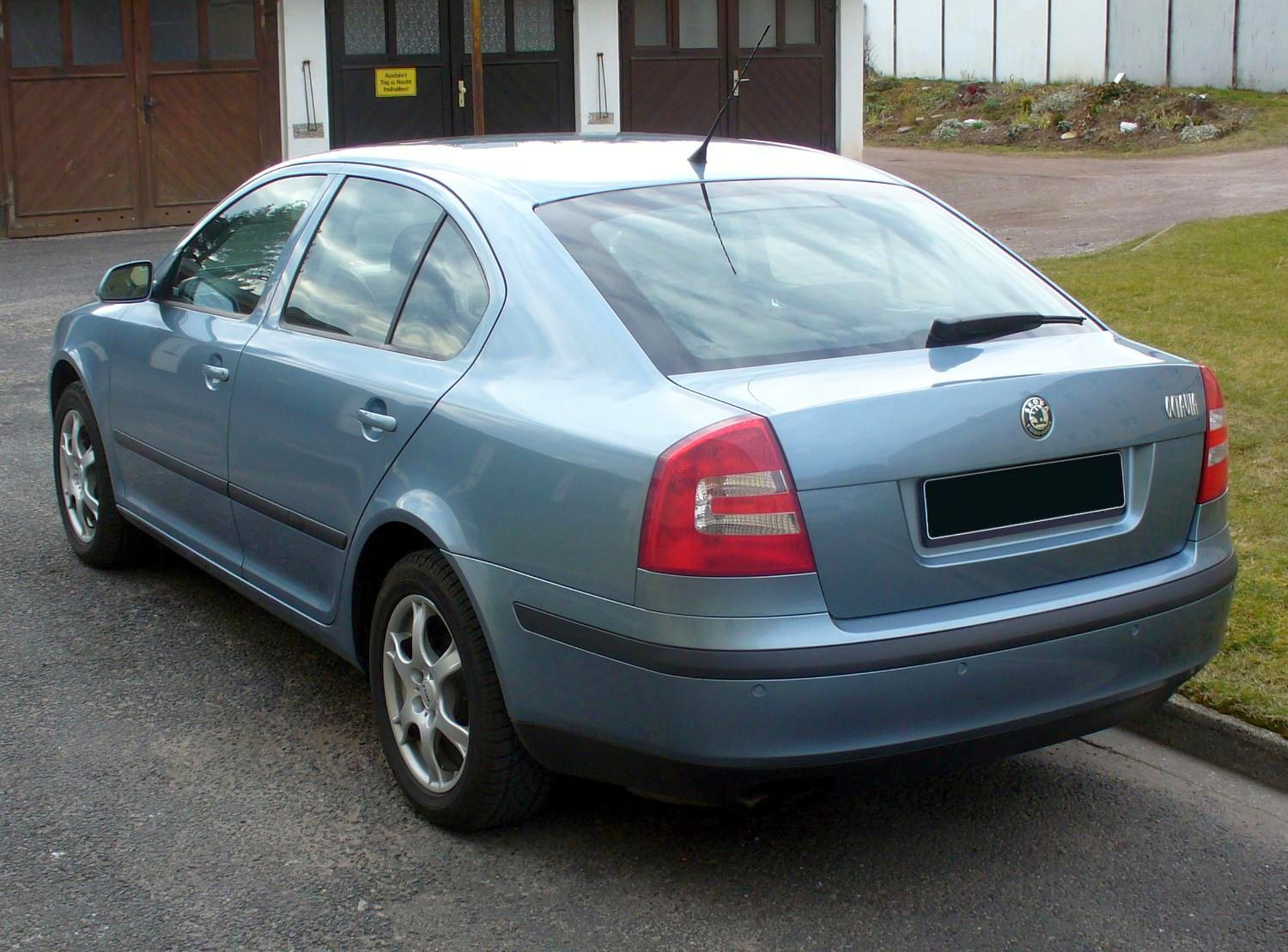
Skoda Octavia II (2004—2009)
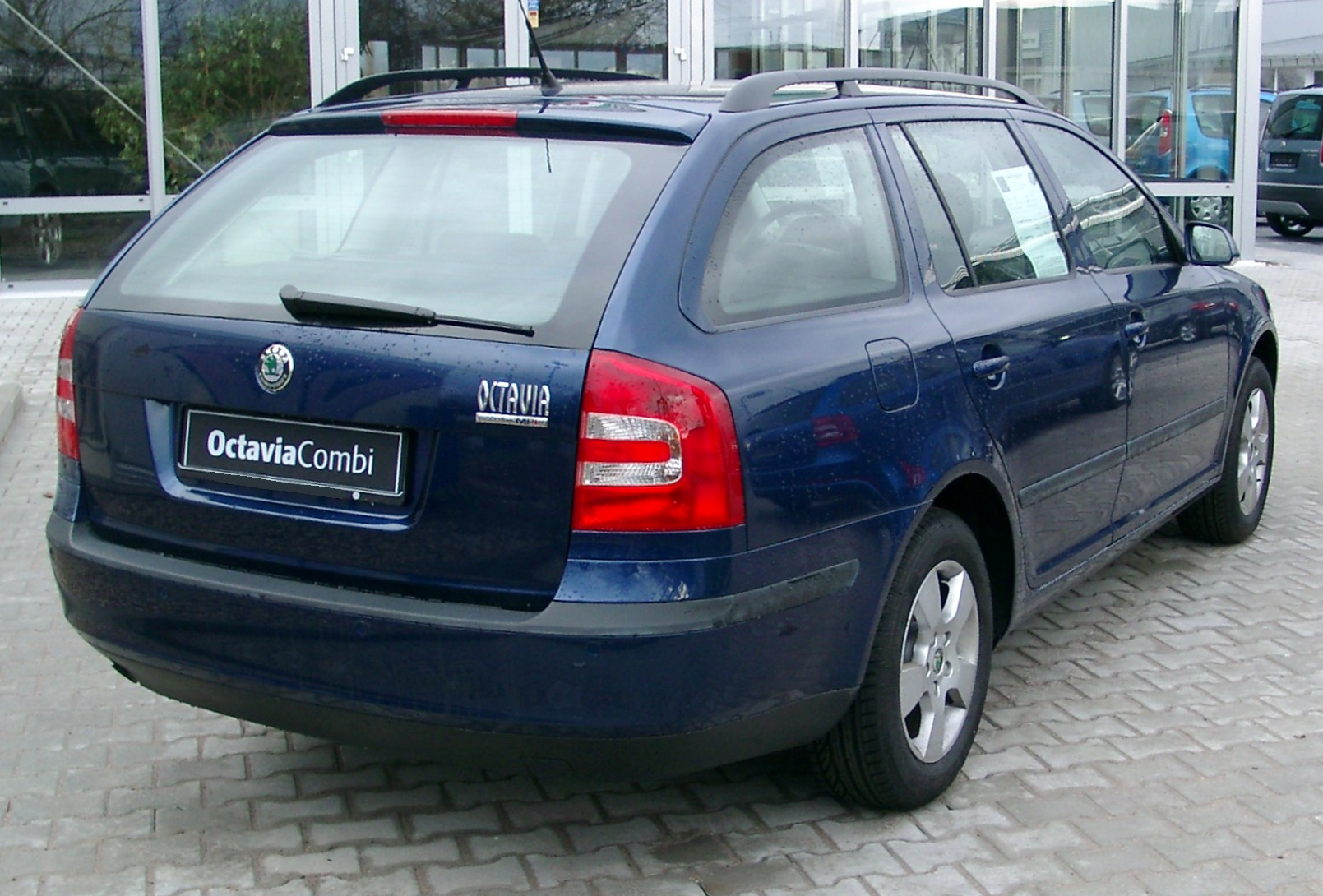
Skoda Octavia II Combi (2004—2009)
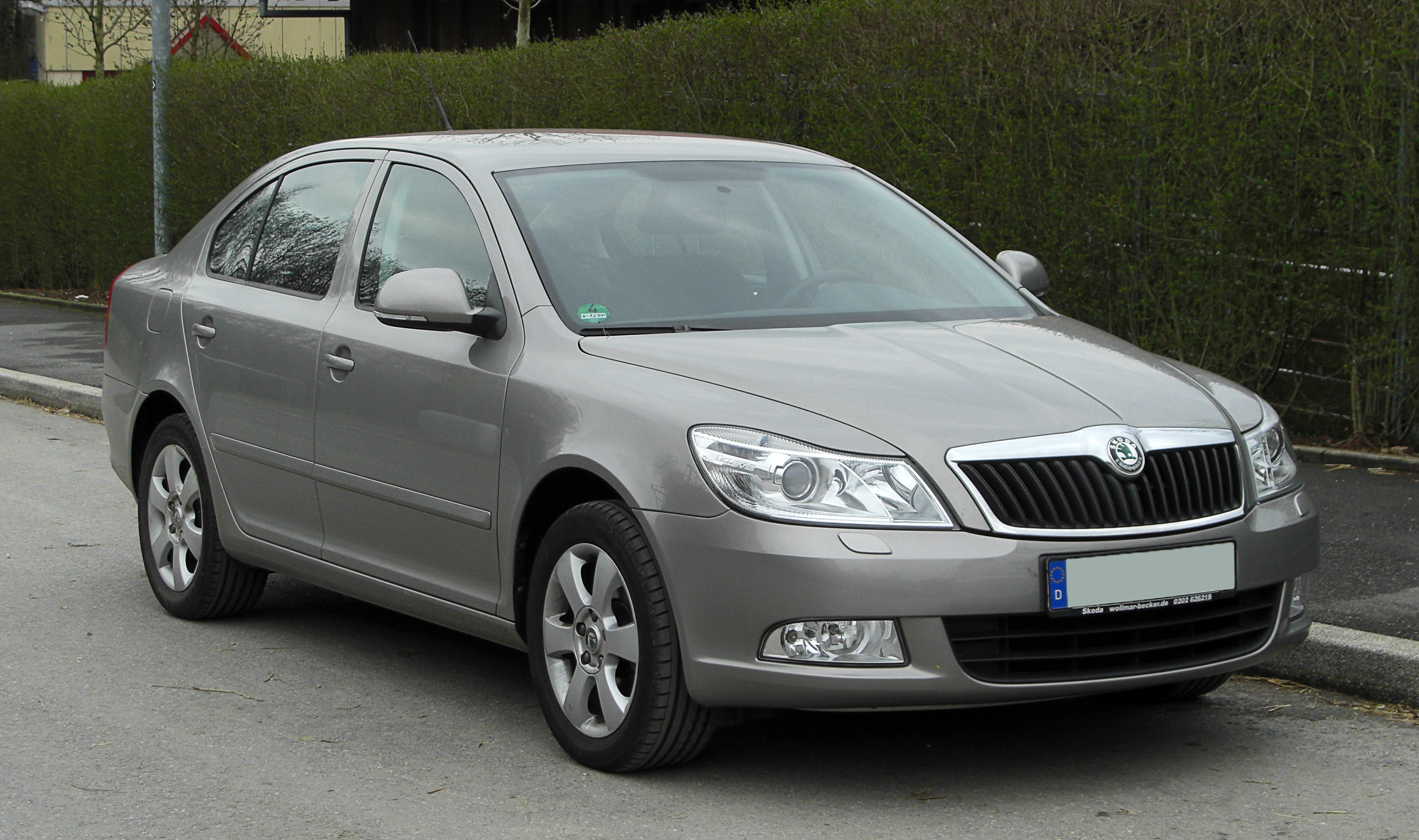
Skoda Octavia II FL (з 2009)
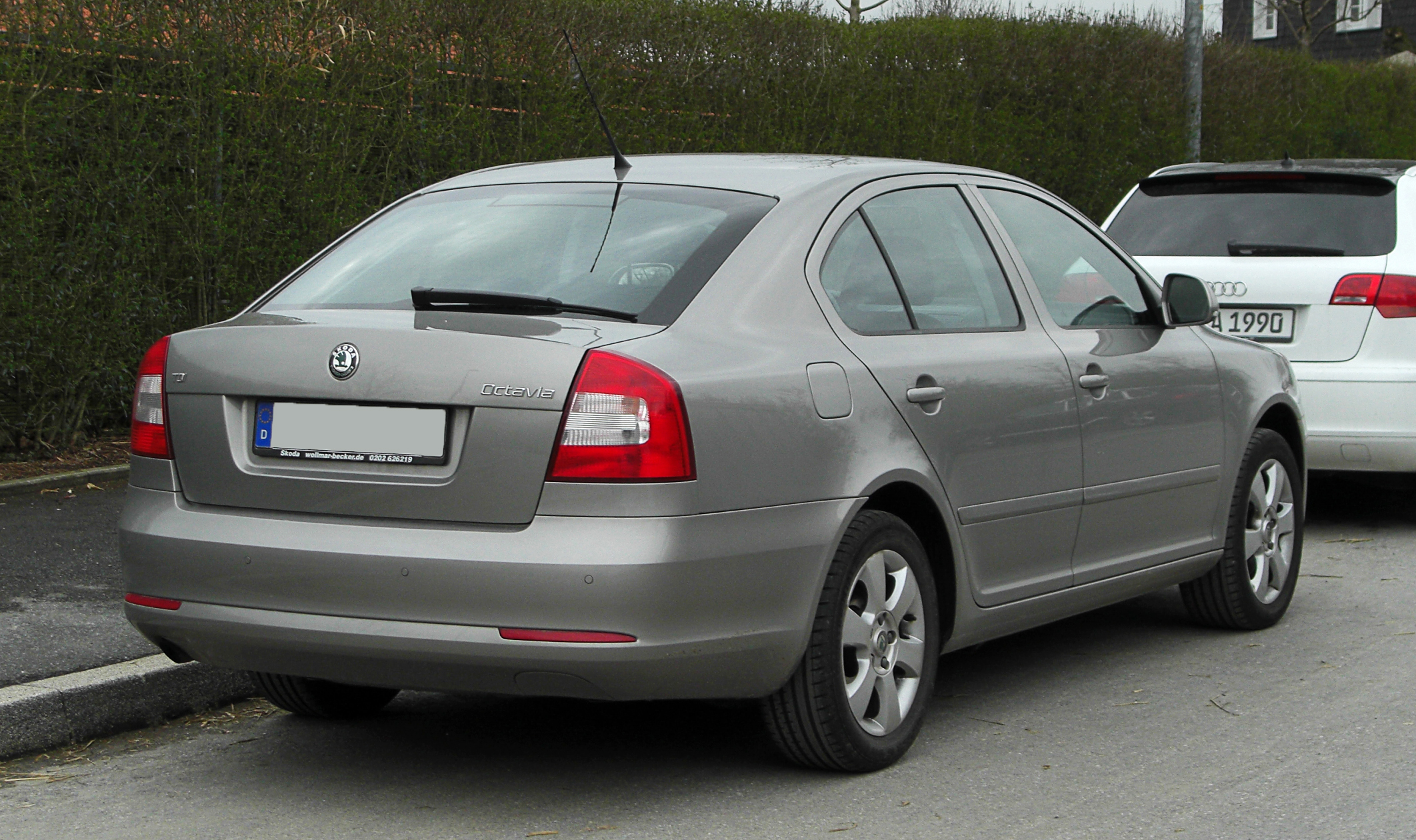
Skoda Octavia II FL (з 2009)
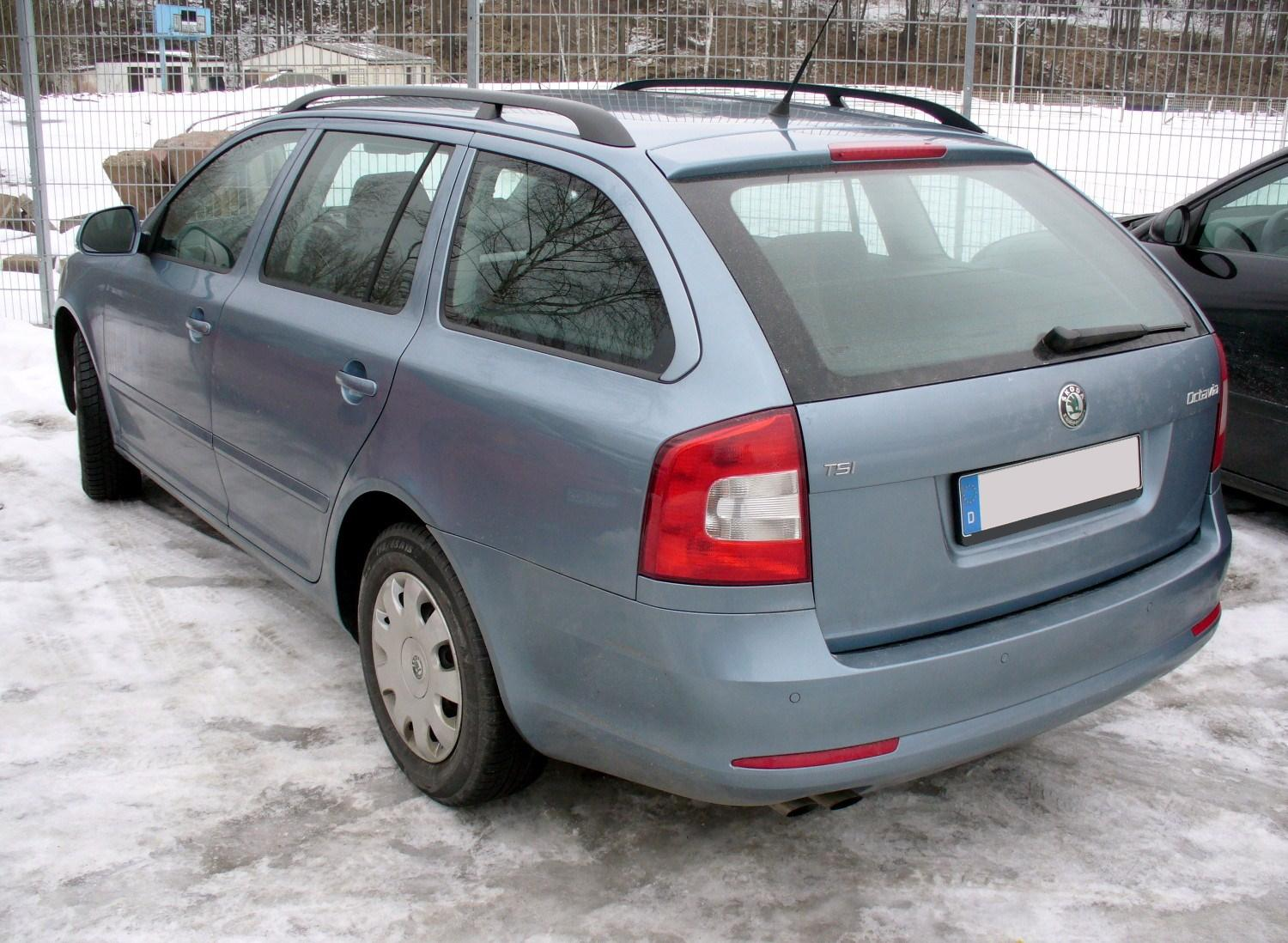
Skoda Octavia II Combi (з 2009)
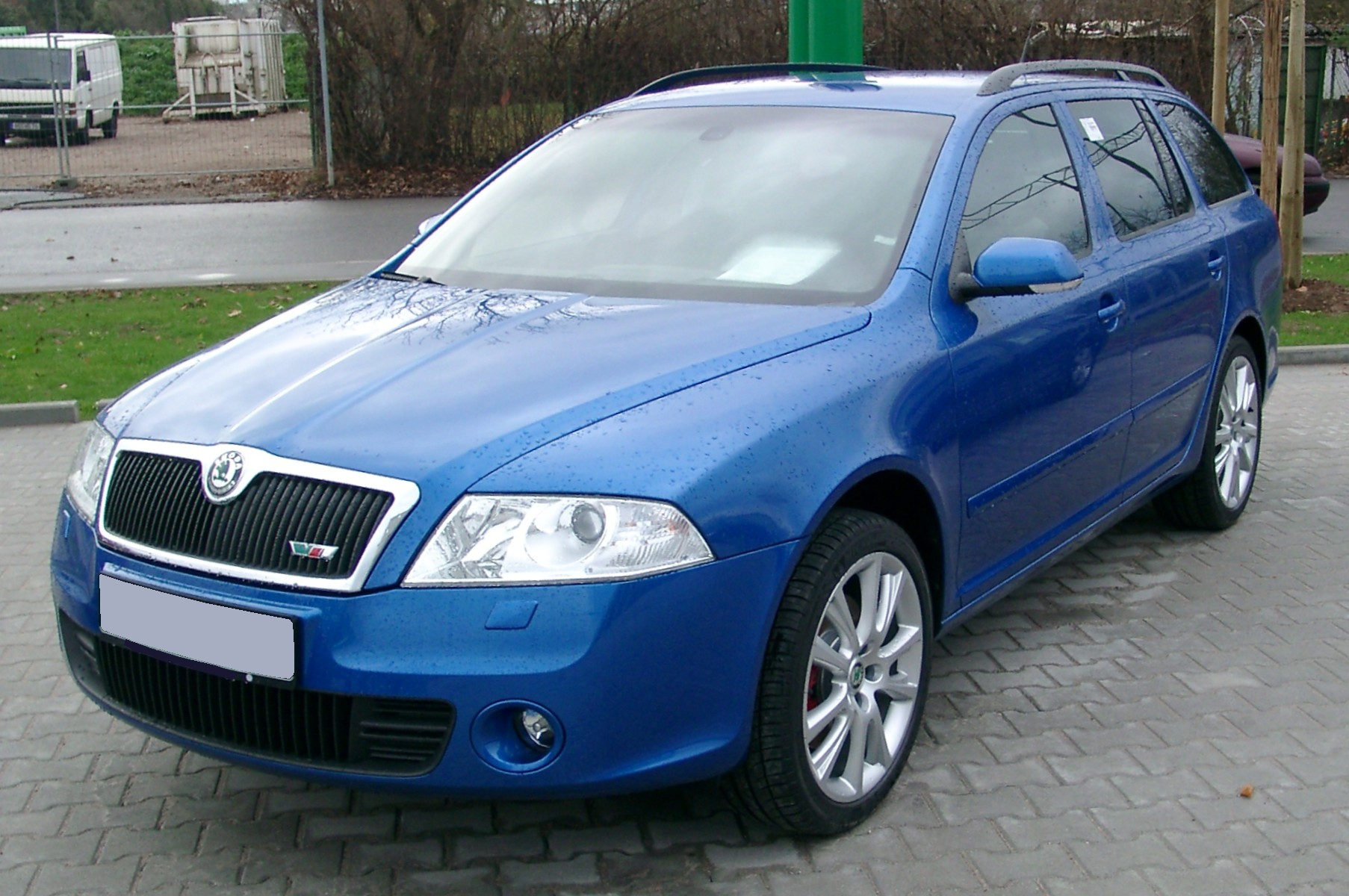
Skoda Octavia II RS Combi (2005—2009)
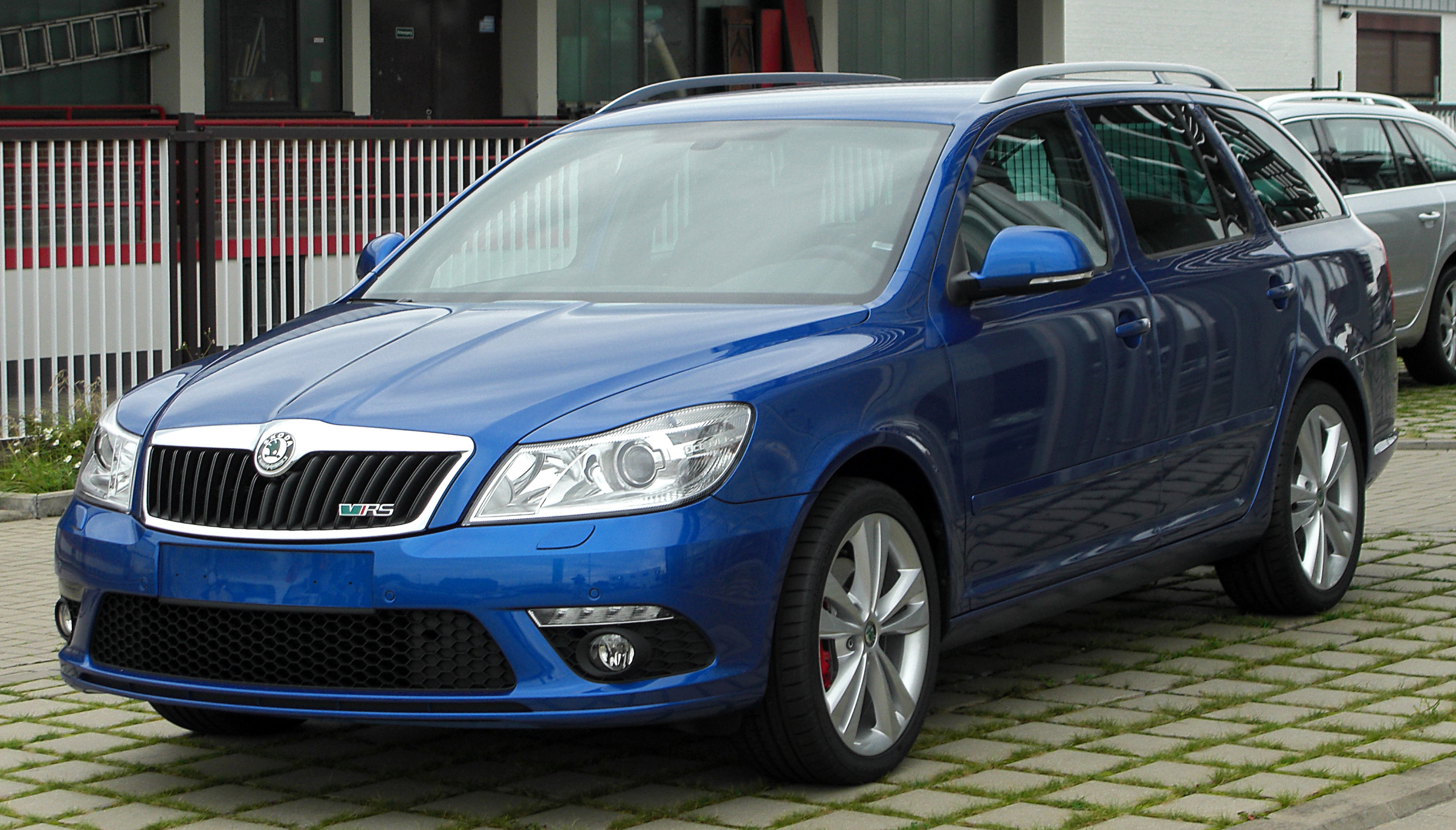
Skoda Octavia II RS Combi (з 2009)
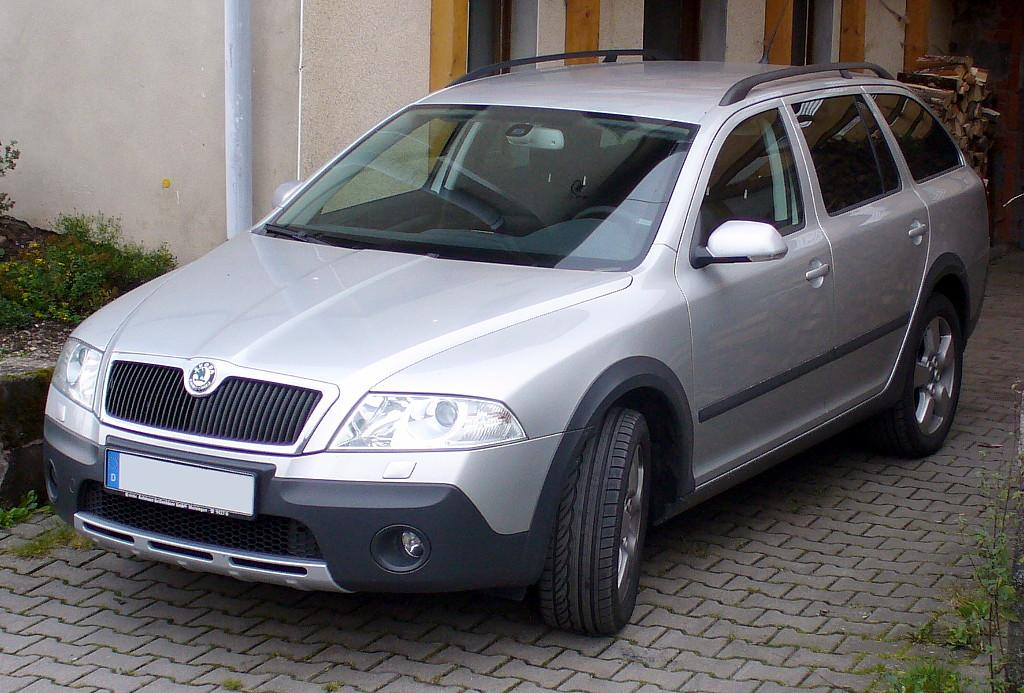
Skoda Octavia II Scout (2007—2009)
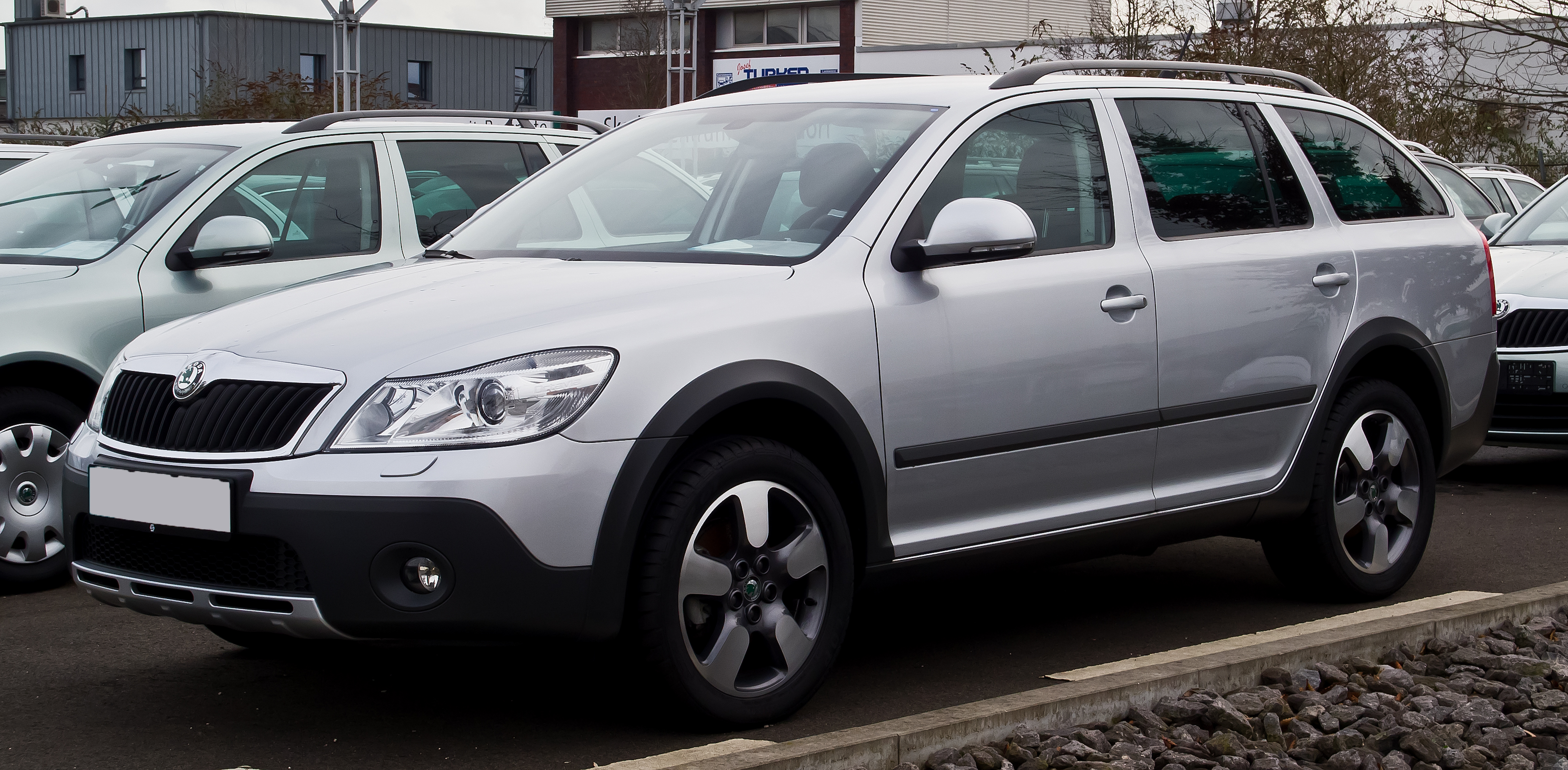
Skoda Octavia II Scout (з 2009)
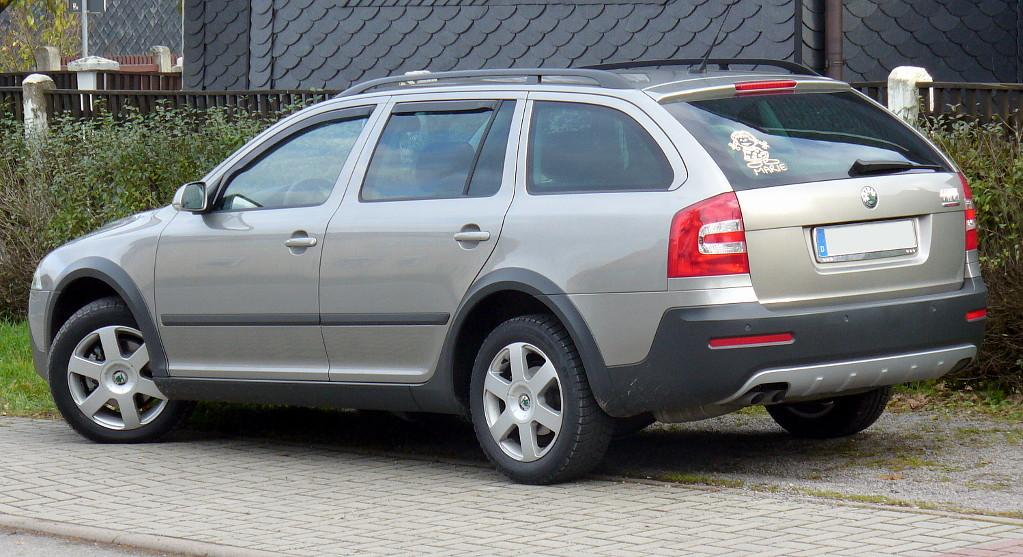
Skoda Octavia II Scout (з 2009)

### Двигуни[6][7]
| Модель       | Об'єм см³ | Циліндри/ Клапани | Потужність кВт (к. с.) при об/хв | Крутний момент Nm при об/хв | Код двигуна                 | Примітки                                                                                      | Роки випуску      |
| Бензинові    | Бензинові | Бензинові         | Бензинові                        | Бензинові                   | Бензинові                   | Бензинові                                                                                     | Бензинові         |
| ------------ | --------- | ----------------- | -------------------------------- | --------------------------- | --------------------------- | --------------------------------------------------------------------------------------------- | ----------------- |
| 1,2 TSI      | 1197      | 4/8               | 77 (105) / 5000                  | 175 / 1550—4100             | CBZB                        | також з DSG                                                                                   | з 02/2010         |
| 1,4 16V      | 1390      | 4/16              | 55 (75) / 5000                   | 126 / 3800                  | BCA                         | тільки для ліфтбеків                                                                          | 04/2004 — 04/2006 |
| 1,4 16V      | 1390      | 4/16              | 59 (80) / 5000                   | 132 / 3800                  | BUD                         | тільки для ліфтбеків, з 2009 і для Combi                                                      | з 04/2006         |
| 1,4 TSI      | 1390      | 4/16              | 90 (122) / 5000                  | 200 / 1500—4000             | CAXA                        | замінює 1,6 FSI                                                                               | з 10/2008         |
| 1,6 MPI      | 1595      | 4/8               | 75 (102) / 5600                  | 148 / 3800                  | BGU / BSE / BSF / CCSA      | також з АКПП                                                                                  | з 04/2004         |
| 1,6 FSI      | 1598      | 4/16              | 85 (116) / 6000                  | 155 / 4000                  | BLF                         | також з АКПП; з 10/2008 замінені на 1,4 TSI                                                   | 04/2004 — 10/2008 |
| 1,8 TSI      | 1798      | 4/16              | 112 (152) / 4300—6200            | 250 / 1500—4200             |                             |                                                                                               | з 2010            |
| 1,8 TSI      | 1798      | 4/16              | 118 (160) / 5000—6200            | 250 / 1500—4200             | BZB                         | замінює 2,0 FSI                                                                               | 06/2007 — 10/2008 |
| 1,8 TSI      | 1798      | 4/16              | 118 (160) / 4500—6200            | 250 / 1500—4500             | CDAA                        | нова версія 1,8 TSI                                                                           | з 10/2008         |
| 2,0 FSI      | 1984      | 4/16              | 110 (150) / 6000                 | 200 / 3500                  | BLR / BLX / BLY / BVX / BVZ | доступний з АКПП і 4x4; з 10/2008 замінені на 1,8 TSI                                         | 12/2004 — 09/2008 |
| 2,0 TSI      | 1984      | 4/16              | 147 (200) / 5100—6000            | 280 / 1800—5000             | BWA / CAWB / CCZA           | тільки для Octavia RS; також з DSG                                                            | з 09/2005         |
| Дизельні     |           |                   |                                  |                             |                             |                                                                                               |                   |
| 1,6 TDI (CR) | 1598      | 4/16              | 77 (105) / 4400                  | 250 / 1500—2500             | CAYC                        | частково замінили 1,9 TDI                                                                     | з 06/2009         |
| 1,9 TDI (PD) | 1896      | 4/8               | 77 (105) / 4000                  | 250 / 1900                  | BJB / BKC / BXE / BLS       | також з DSG і 4x4; з 06/2009 частково і з 10/2010 повністю замінили 1,6 TDI                   | 04/2004 — 10/2010 |
| 2,0 TDI (PD) | 1968      | 4/8               | 77 (105) / 3600                  | 275 / 1750—2500             |                             |                                                                                               | 2008 — 2010       |
| 2,0 TDI (CR) | 1968      | 4/16              | 81 (110) / 4200                  | 280 / 1750—2750             | CFHF                        |                                                                                               | з 10/2010         |
| 2,0 TDI (PD) | 1968      | 4/16              | 100 (136) / 4000                 | 320 / 1750—2500             | AZV                         | також з DSG                                                                                   | з 04/2004         |
| 2,0 TDI (PD) | 1968      | 4/16              | 103 (140) / 4000                 | 320 / 1750—2500             | BKD                         | також з DSG і 4x4                                                                             | з 04/2004         |
| 2,0 TDI (PD) | 1968      | 4/8               | 103 (140) / 4000                 | 320 / 1750—2500             | BMM                         | також з DSG і 4x4 а також як Scout; з 06/2010 замінений на такий ж по потужності 2,0 TDI (CR) | 09/2005 — 05/2010 |
| 2,0 TDI (CR) | 1968      | 4/16              | 103 (140) / 4000                 | 320 / 1750—2500             | CFHC                        | також з DSG і 4x4 а також як Scout                                                            | з 05/2010         |
| 2,0 TDI (PD) | 1968      | 4/16              | 125 (170) / 4200                 | 350 / 1750—2500             | BMN                         | тільки для Octavia RS; також з DSG; з 04/2008 замінений на такий ж по потужності 2,0 TDI (CR) | 08/2006 — 04/2008 |
| 2,0 TDI (CR) | 1968      | 4/16              | 125 (170) / 4200                 | 350 / 1750—2500             | CEGA                        | тільки для Octavia RS; також з DSG                                                            | з 04/2008         |
| 1. 2. 3.     |           |                   |                                  |                             |                             |                                                                                               |                   |

### Кольори кузова
Перший рядок вказує на кольори, які можна замовити в стандартному автомобілі, другий рядок вказує кольори, з якими можна замовити Octavia RS.
|  |  |  |  |  |  |  |  |

|  |  |  |  |  |  |  |

## Škoda Octavia III (Тип 5E; 2013—2020)

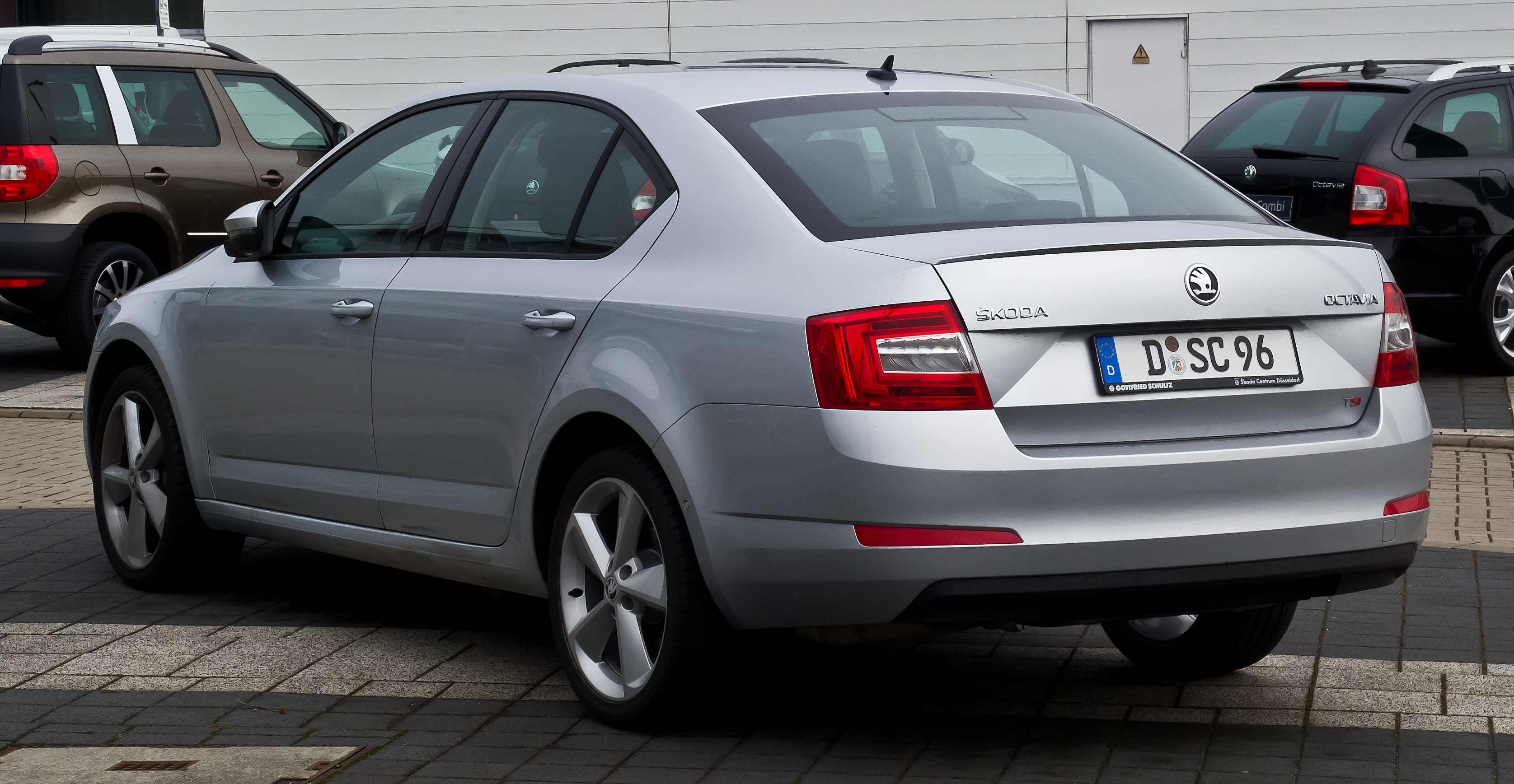
Škoda Octavia III (2013—2017)

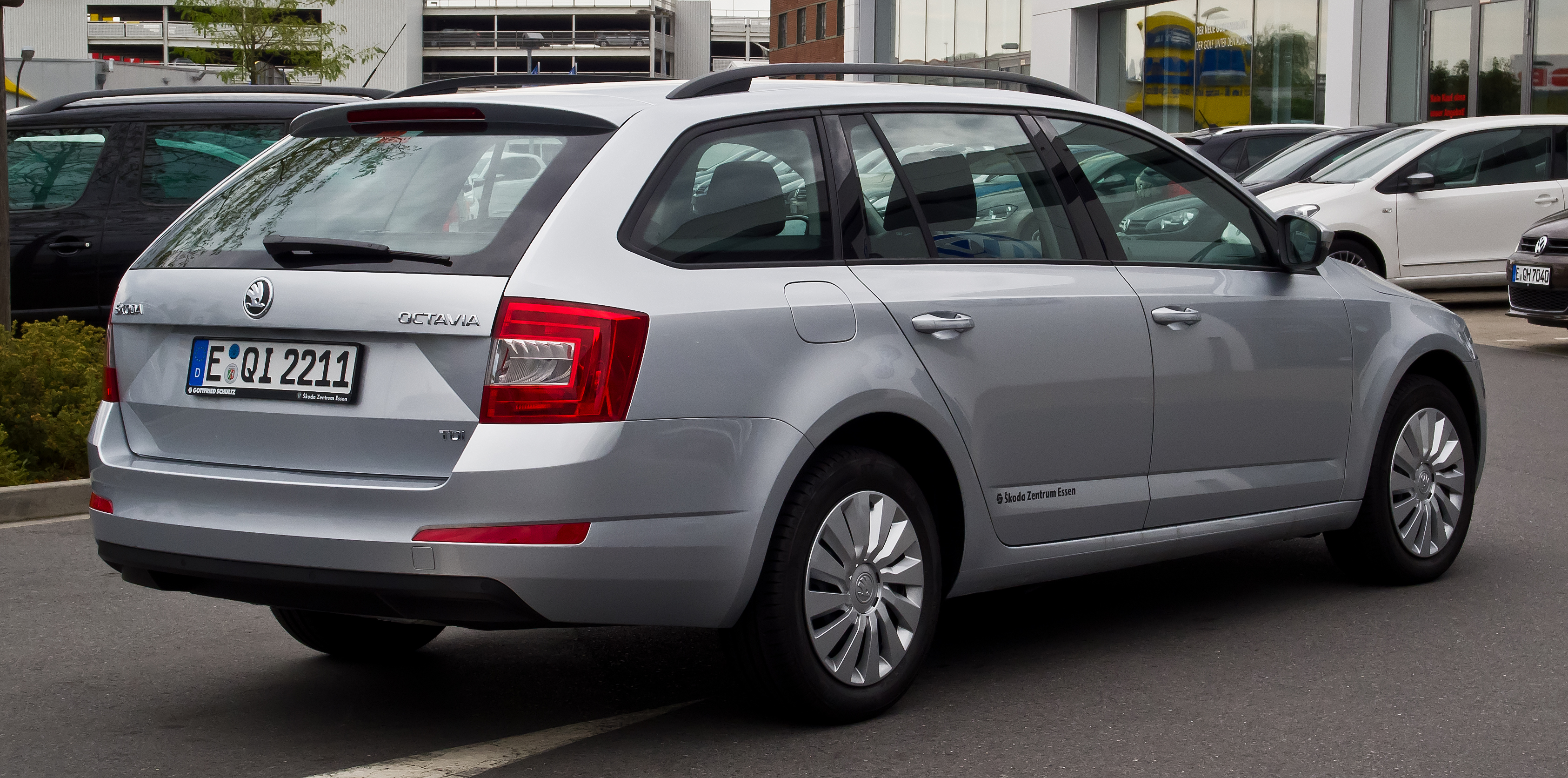
Škoda Octavia III Combi (2013—2017)

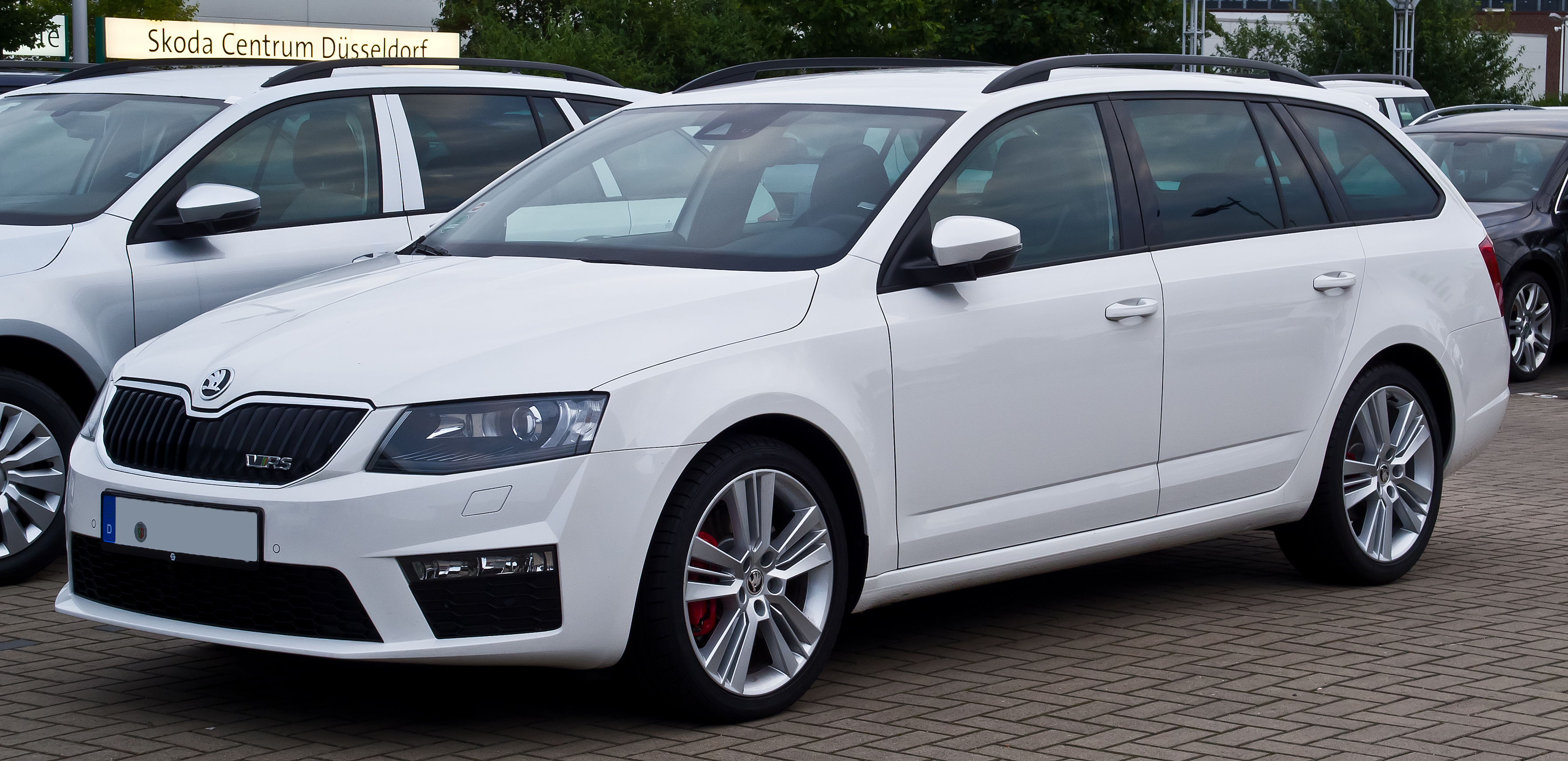
Škoda Octavia III RS Combi (2013—2017)

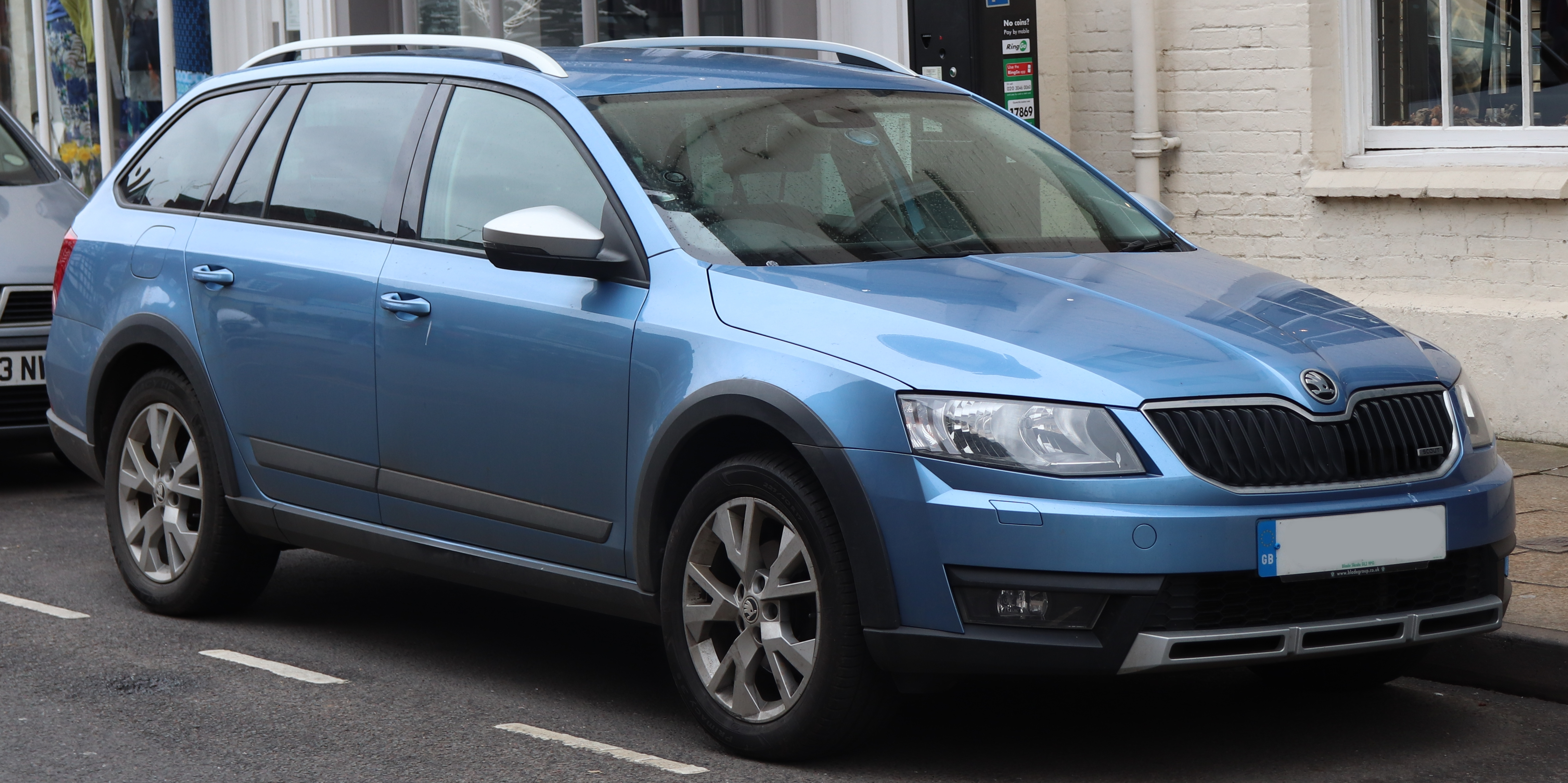
Škoda Octavia III Scout (2014—2017)

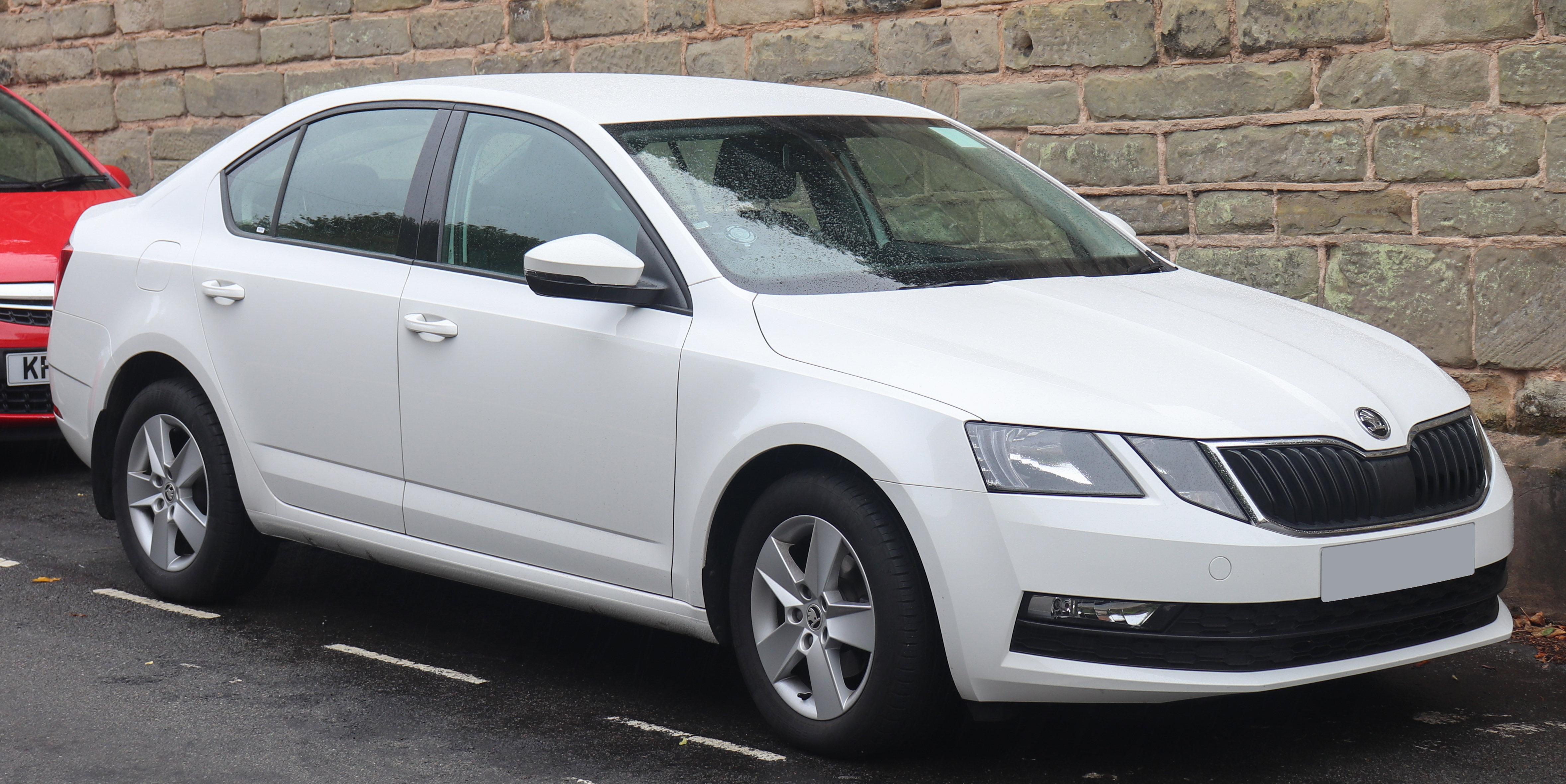
Škoda Octavia III (з 2017)

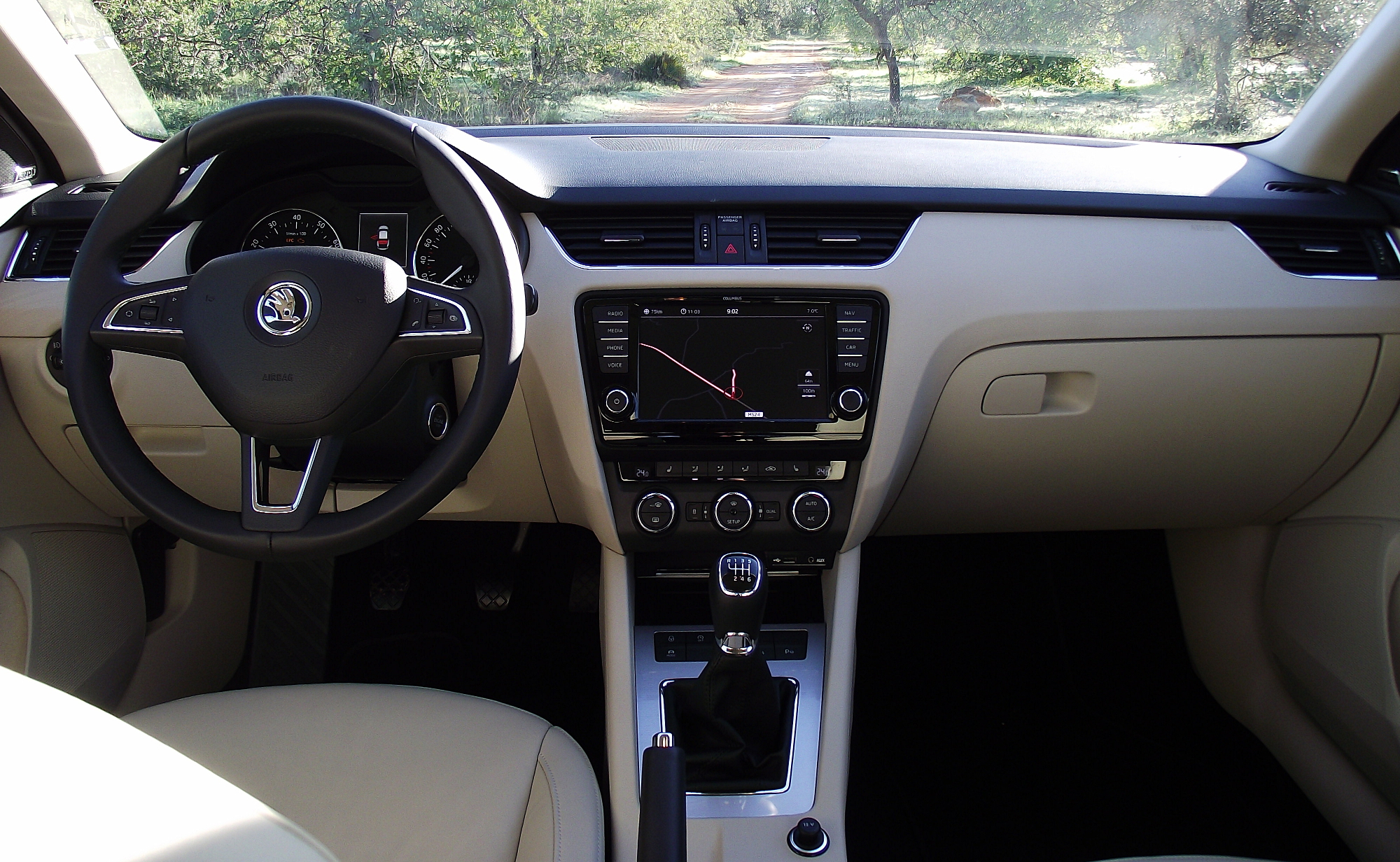
Салон

Серійний варіант п'ятидверки Škoda Octavia третього покоління показали в кінці грудня 2012 року. Продажі нової Октавії почнуться в лютому 2013 року. Щорічно планується реалізовувати до 400 тисяч машин по всьому світу. На автосалоні в Женеві на початку березня 2013 року представили Škoda Octavia третього покоління в кузові універсал
З'явиться регулятор режимів роботи силового агрегату — від економічного до спортивного.
Усі двигуни — чотирициліндрові, з чотирма клапанами на циліндр, турбонаддуванням і безпосереднім уприскуванням пального. Під капотом автомобіля пропишуться бензинові агрегати 1,2 TSI (86 к. с., 160 Н·м), 1,2 TSI Green tec (105 к. с., 175 Н·м), 1,4 TSI Green tec (140 к. с., 250 Н·м) і 1,8 TSI Green tec (180 к. с., 250 Н·м). Також буде чотири дизеля: 1,6 TDI (90 к. с., 250 Н·м), 1,6 TDI Green tec (105 к. с., 250 Н·м), 1,6 TDI GreenLine (110 к. с.), 2,0 TDI Green tec (150 к. с., 320 Н·м). Останній цікавий не тільки високим обертальним моментом, але і тим, що доступний весь цей момент у дуже низькому діапазоні оборотів — від 1750 до 3000 оборотів на хвилину.
Усі двигуни належать до нового покоління фольксвагенівських агрегатів (бензинові — до серії EA211(крім 1,8 — сімейство ЕА888), дизельні — до серії EA288).
Коробки передач — механічні з п'ятьма або шістьма ступенями і «робот» DSG з шістьма або сімома діапазонами.
З липня 2013 року пропонується Škoda Octavia RS з бензиновим двигуном 2,0 TSI потужністю 220 к. с., крутним моментом 350 Н·м або дизелем 2,0 TDI потужністю 184 к. с., крутним моментом 380 Н·м.
У березні 2014 року була представлена Škoda Octavia Scout із повним приводом, кліренсом 172 мм, бензиновими і дизельними двигунами.
Свій автомобіль компанія Skoda оснастила більш широкою колісною базою, що додало простору заднім сидінням та багажному відділенню, залишивши при цьому традиційні 1,4-літровий турбодвигун, коробку передач і навіть розташування приладової панелі. Об'єм багажного відділення складає 500 літрів і це при розкладених спинках задніх сидінь, що є просто неймовірним показником для класу.
10 січня 2017 року у Відні дебютувала оновлена Octavia третього покоління, основними змінами стали нові передні фари головного світла та нова система для інтелектуального захисту пішоходів. Перші автомобілі були доставлені клієнтам весною 2017 року.

### Skoda Octavia Scout
Універсал Škoda Octavia Scout має збільшений дорожній просвіт, привід на чотири колеса та захисну конструкцію кузова. Основою для автомобіля стала повнопривідна версія Škoda Octavia Estate. Але Škoda Octavia Scout отримав краще базове оснащення. Це привабливий автомобіль із хорошим зчепленням та підвищеним кліренсом, що робить його придатним для їзди по бездоріжжю. Але коштує він дорожче, ніж оригінальний Octavia Estate. Об'єм багажного відділення складає 610 літрів. Склавши задні сидіння, можна отримати вантажний простір у 1740 літрів. Універсал Škoda Octavia Scout має непогані тягові можливості. Система приводу на чотири колеса збільшує вагу автомобіля та покращує буксирувальні здібності. Автомобіль буксирує 2000 кг.
Стандартно універсал Octavia Scout постачається з 8-дюймовим сенсорним LCD екраном навігаційної системи, двозонним клімат-контролем, дев'ятьма подушками безпеки, камерою заднього виду, задніми сенсорами паркування та системою виявлення зіткнень. Сучасні моделі отримали додатки Apple CarPlay і Android Auto. Як опцію компанія Skoda запропонувала пакет «Tech» з функцією відкривання дверей та запалювання без ключа, бі-ксеноновими передніми фарами, світлодіодними ходовими вогнями, функцією автоматичного паркування, адаптивним круїз-контролем із функцією слідкування за розміткою та автоматичним екстреним гальмуванням. Під капотом автомобіля зустрічаються два дизельних та один бензиновий двигун. Дизельний 2,0-літровий силовий агрегат представлений у двох чотирициліндрових версіях на 184 та 150 кінських сил. Версія на 184 конячок розганяє автомобіль за 7,8 с. Витрачає цей силовий агрегат 5,1 л/100 км. Версія на 150 кінських сил автомобіль до відмітки у 100 км/год розганяє за 9,1 с. Витрата палива перебуває на рівні 5,1 л/100 км. Бензиновий силовий агрегат на чотири циліндра і 1,8 літра пропонує 179 кінських сил потужності. Витратить автомобіль із цим двигуном 6,9 л/100 км. Відмітки у 100 км/год досягне за 7,8 с. Стандартною для автомобілів є шестиступінчаста механічна коробка передач. Якщо є бажання, можна отримати шестиступінчасту автоматичну.

### Двигуни
- Бензинові:

| Двигун          | Об'єм см3] | Потужність [к. с.] ([кВт]) при об/хв | Крутний момент [Н·м] при об/хв | Будова і кількість циліндрів | Будова і кількість клапанів | Розгін (с) 0—100 км/год | Максимальна швидкість км/год | Витрата палива (л/100 км) місто/траса/середнє |
| --------------- | ---------- | ------------------------------------ | ------------------------------ | ---------------------------- | --------------------------- | ----------------------- | ---------------------------- | --------------------------------------------- |
| 1,0 TSI         | 999        | 115                                  | 200                            | R3                           | b.d.                        | 9,9                     | 202                          | 5,9                                           |
| 1,2 TSI         | 1197       | 86 (63)/4300                         | 160/1400—3500                  | R4                           | DOHC/16                     | 12,0                    | 181                          | 6,5/4,4/5,2                                   |
| 1,2 TSI         | 1197       | 105 (77)/4500                        | 175/1400—4000                  | R4                           | DOHC/16                     | 10,3                    | 196                          | 5,9/4,4/4,9                                   |
| 1,4 TSI         | 1390       | 140 (103)/4500                       | 250/1500—3500                  | R4                           | DOHC/16                     | 8,4                     | 215                          | 6,5/4,6/5,3                                   |
| 1,4 TSI Aut.    | 1390       | 140 (103)/4500                       | 250/1500—3500                  | R4                           | DOHC/16                     | 8,5                     | 215                          | 6,5/4,9/5,4                                   |
| 1,6 MPI         | 1595       | 110 (81)/b. d.                       | b. d.                          | R4                           | b. d.                       | b. d.                   | b. d.                        | b. d.                                         |
| 1,8 TSI         | 1798       | 180 (132)/5100                       | 250/1250—5000                  | R4                           | DOHC/16                     | 7,3                     | 231                          | 7,1/4,8/5,7                                   |
| '1,8 TSI Aut.   | 1798       | 180 (132)/5100                       | 250/1250—5000                  | R4                           | DOHC/16                     | 7,4                     | 231                          | 7,8/5,1/6,1                                   |
| 2,0 TSI RS      | 1984       | 220 (162)/4500                       | 350/1500—4400                  | R4                           | DOHC/16                     | 6,8                     | 248                          | 7,7/5,3/6,2                                   |
| 2,0 TSI RS      | 1984       | 230 (169)/4700                       | 350/1500—4600                  | R4                           | DOHC/16                     | 6,7                     | 250                          | 7,7/5,3/6,2                                   |
| 2,0 TSI RS Aut. | 1984       | 220 (162)/4500                       | 350/1500—4400                  | R4                           | DOHC/16                     | 6,9                     | 248                          | 7,9/5,6/6,4                                   |

Дизельні:
| Двигун          | Об'єм см3] | Потужність [к. с.] ([кВт]) при об/хв | Крутний момент [Н·м] при об/хв | Будова і кількість циліндрів | Будова і кількість клапанів | Розгін (с) 0—100 км/год | Максимальна швидкість км/год | Витрата палива (л/100 км) місто/трашса/середнє |
| --------------- | ---------- | ------------------------------------ | ------------------------------ | ---------------------------- | --------------------------- | ----------------------- | ---------------------------- | ---------------------------------------------- |
| 1,6 TDI         | 1598       | 90 (66)/2750                         | 240/1400—2700                  | R4                           | DOHC/16                     | 12,2                    | 186                          | 5,2/3,5/4,1                                    |
| 1,6 TDI         | 1598       | 105 (77)/3000                        | 250/1500—2750                  | R4                           | DOHC/16                     | 10,8                    | 194                          | 4,6/3,3/3,8                                    |
| 1,6 TDI Aut.    | 1598       | 105 (77)/3000                        | 250/1500—2750                  | R4                           | DOHC/16                     | 10,9                    | 194                          | 4,6/3,5/3,9                                    |
| 2,0 TDI         | 1968       | 150 (110)/3500                       | 320/1750—3000                  | R4                           | DOHC/16                     | 8,5                     | 218                          | 5,0/3,6/4,1                                    |
| 2,0 TDI Aut.    | 1968       | 150 (110)/3500                       | 320/1750—3000                  | R4                           | DOHC/16                     | 8,6                     | 218                          | 5,4/4,1/4,5                                    |
| 2,0 TDI RS      | 1968       | 184 (135)/3000                       | 380/1750—2500                  | R4                           | DOHC/16                     | 8,1                     | 232                          | 5,7/3,9/4,6                                    |
| 2,0 TDI RS Aut. | 1968       | 184 (135)/3000                       | 380/1750—2500                  | R4                           | DOHC/16                     | 8,1                     | 232                          | 5,9/4,3/5,0                                    |

CNG:
| Двигун    | Об'єм см3] | Потужність [к. с.] ([кВт]) при об/хв | Крутний момент [Н·м] при об/хв | Будова і кількість циліндрів | Будова і кількість клапанів | Розгін (с) 0—100 км/год | Максимальна швидкість км/год | Витрата палива (м3/100 км) місто/траса/середнє |
| --------- | ---------- | ------------------------------------ | ------------------------------ | ---------------------------- | --------------------------- | ----------------------- | ---------------------------- | ---------------------------------------------- |
| 1,4 G-TEC | 1390       | 110 (81)/4800                        | 200/1500—3500                  | R4                           | DOHC/16                     | 10,7                    | 194                          | 6,2/4,0/4,8                                    |

## Škoda Octavia IV (Тип NX; 2020— наш час)

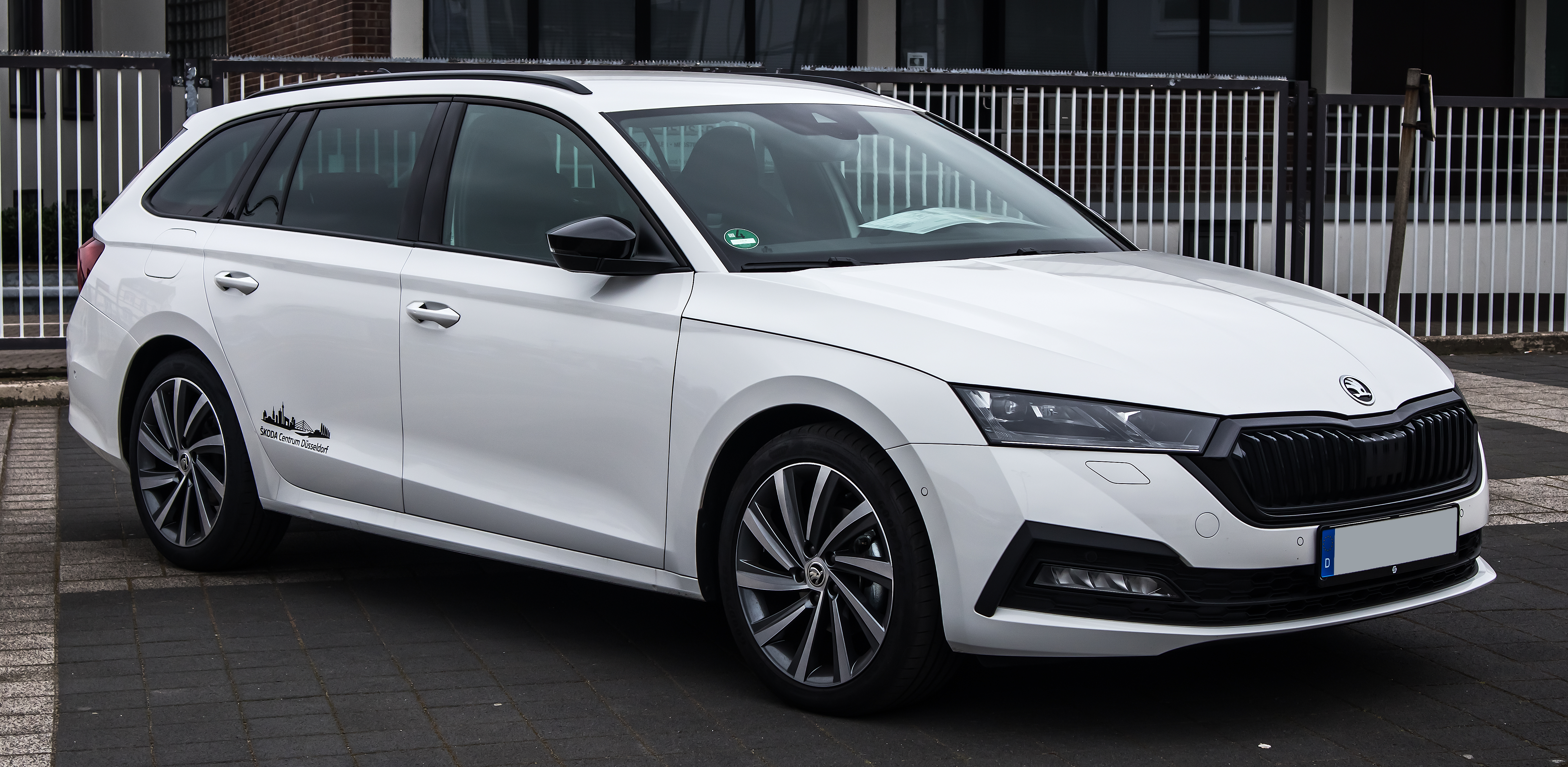
Škoda Octavia IV combi

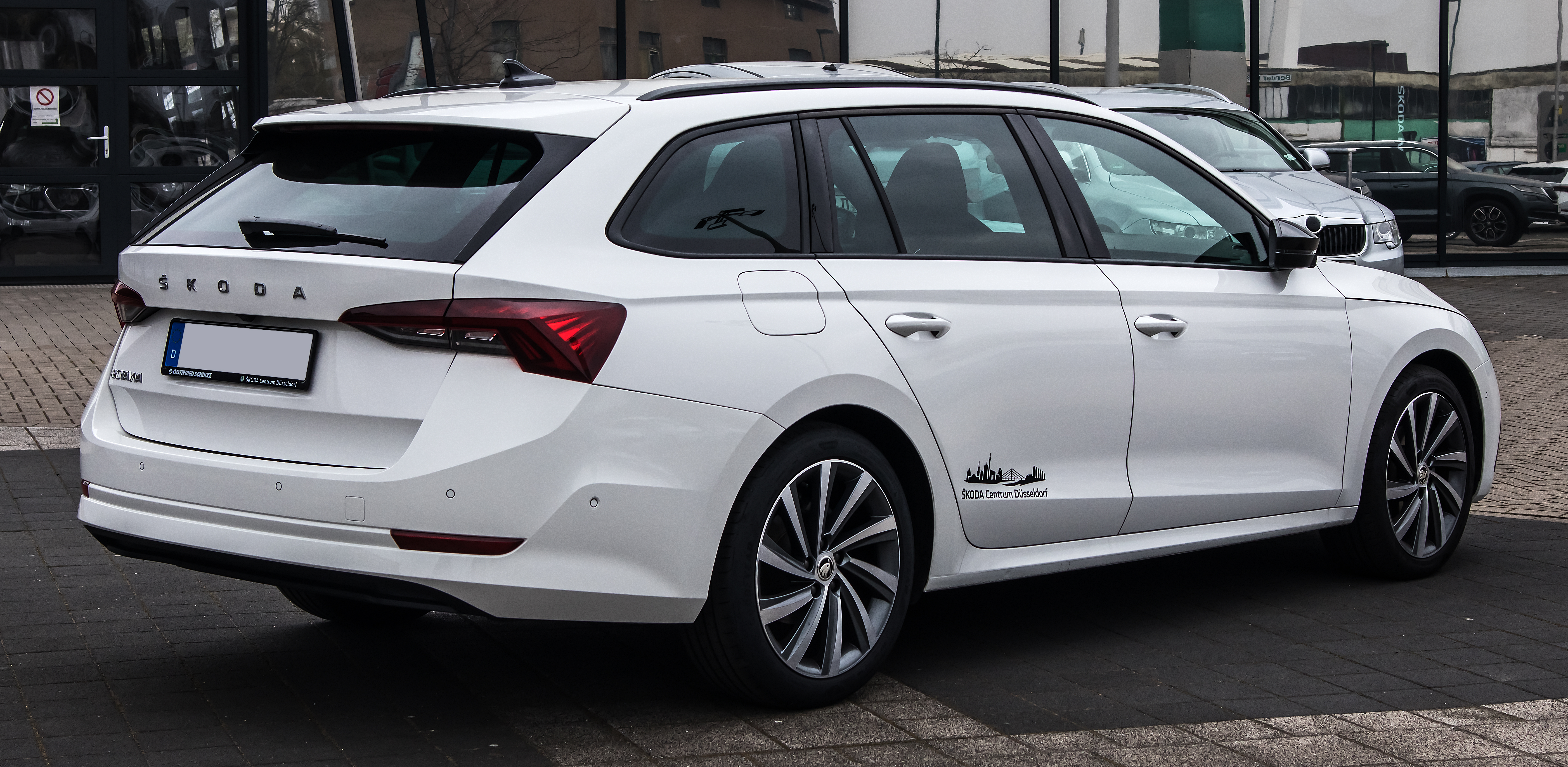
Škoda Octavia IV combi

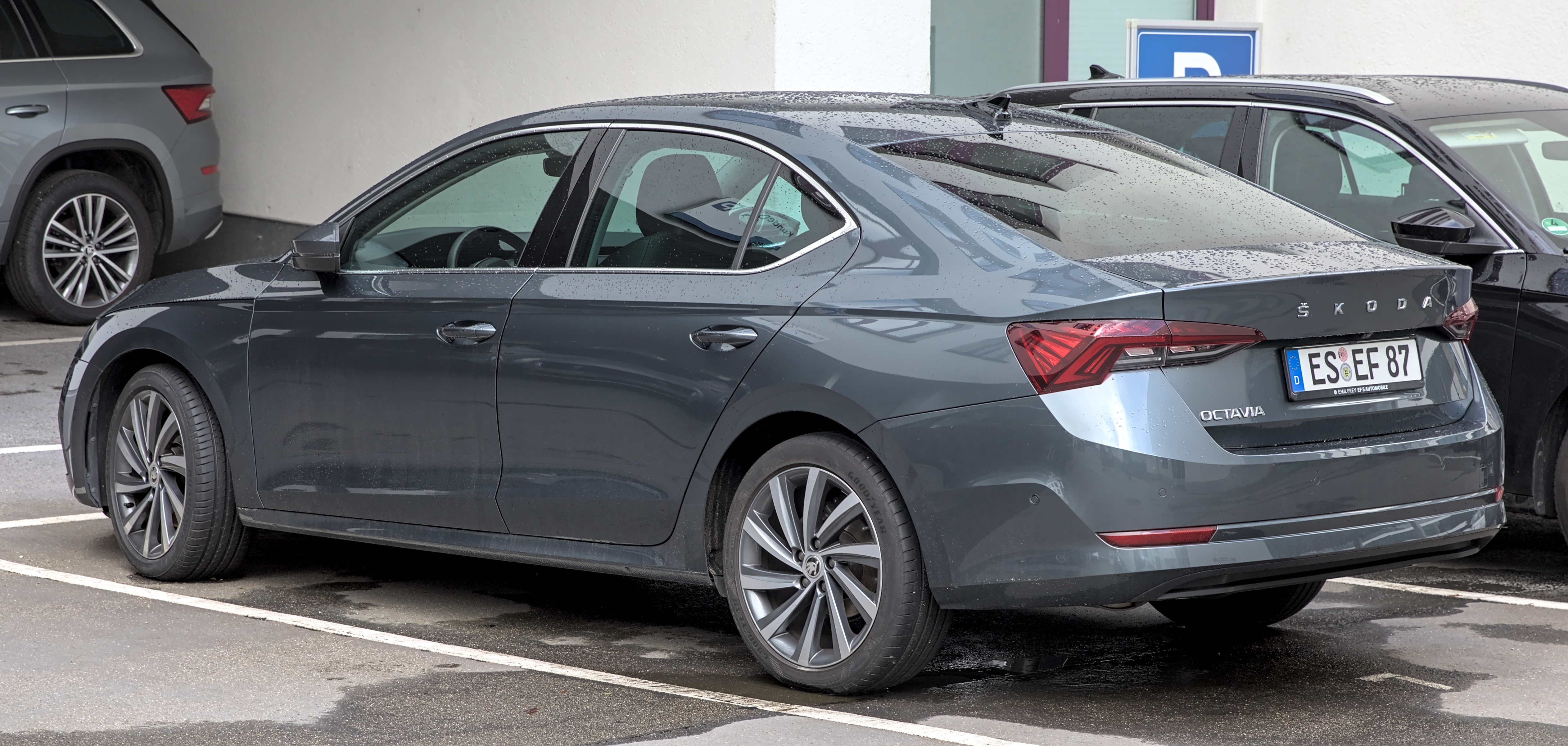

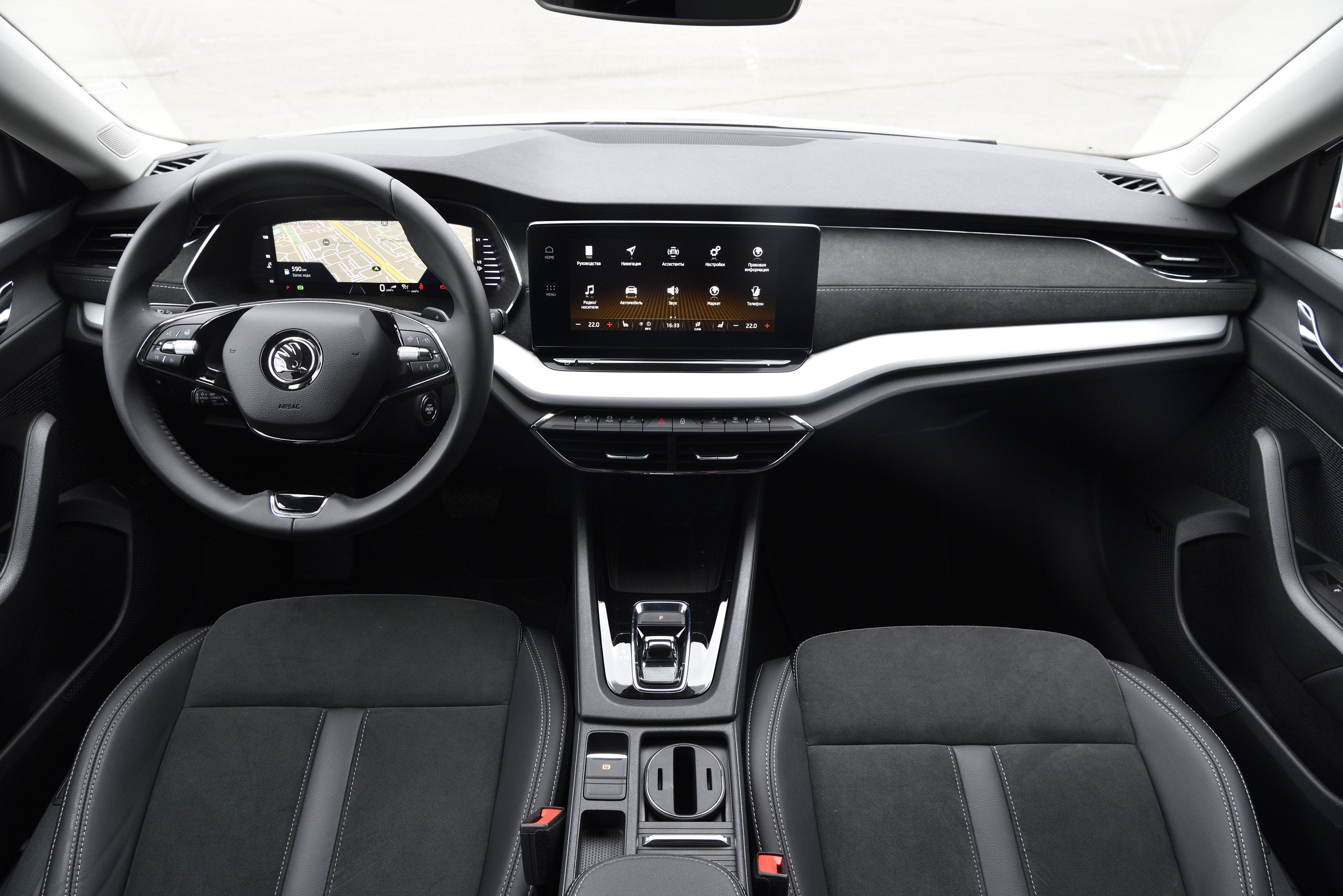

У листопаді 2019 року в Празі дебютувала Octavia четвертого покоління. Автомобіль збудовано на ті й платформі MQB, що й попередня модель. Колісна база незмінна — 2686 мм, довжина збільшилась до 4689 мм, а ширина — до 1829 мм.
Skoda Octavia 2020 отримала вужчу та агресивнішу повністю світлодіодну оптику. Покупці можуть обрати розмір коліс нової Октавії. Спеціально для нового покоління Octavia Skoda створила унікальні кольори кузова Titanium Blue, Crystal Black та Lava Blue. Персоналізувати екстер'єр автомобіля допоможуть пакети візуальних ефектів та хромованих елементів.
Запас простору для колін задніх пасажирів збільшений до 78 мм. Обсяг багажника у ліфтбека виріс на 10 л до 600 л, а в універсала на 30 (до 640 л).
На вибір запропоновано бензинові турбодвигуни об'ємом 1,0 л (110 к. с.), 1,5 л (150 к. с.) і 2,0 л (190 к. с.), а також 2,0 л турбодизелі потужністю 116, 150 і 200 к. с.
Є і двигун 1.5 TSI на метані (130 к. с.), поєднується з «роботом» на сім передач або шестиступінчастою МКПП на вибір. Є спортивна «запальничка» Octavia RS.
У гамі з'явився гібрид, що заряджається від розетки, Octavia iV з мотором 1,4 TSI і електродвигуном. Така Octavia розроблена відразу в двох версіях — на 204 к. с. і на 245 к. с. Ці гібриди комплектуються шестиступінчастим «роботом» DSG.
В Україні модель надійшла у продаж наприкінці серпня 2020 року. Запропоновані лише два бензинових 1.4 TSI (150 к. с.) та 1.5 TSI, які можуть працювати в парі з механічною 6-ступеневою або 8-ступеневою автоматичною коробкою передач. Гібридні версії поки не пропонуватимуться. З цими двигунами будуть доступні три комплектації й два кузови: седан та універсал.
Версія ліфтбек Mk4 також продається в Китаї з 2021 року як Octavia Pro, паралельно з моделями третього покоління. З точки зору дизайну, Octavia Pro має ідентичний зовнішній дизайн з Octavia RS, але, ця модель є довшою у порівнянні з європейським ліфтбеком на 64 мм (2,5 дюйма) при довшій колісній базі на 44 мм (1,7 дюйма).

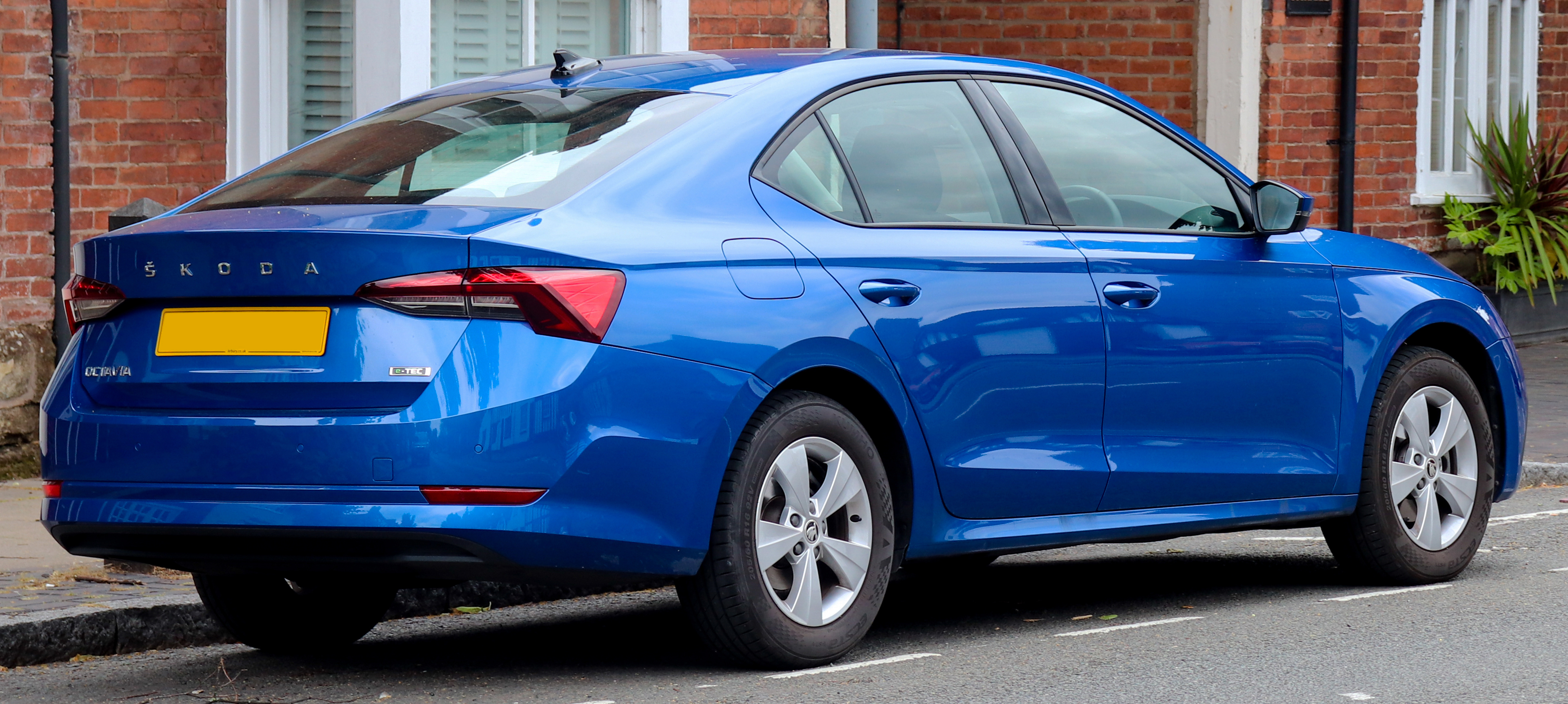
Liftback
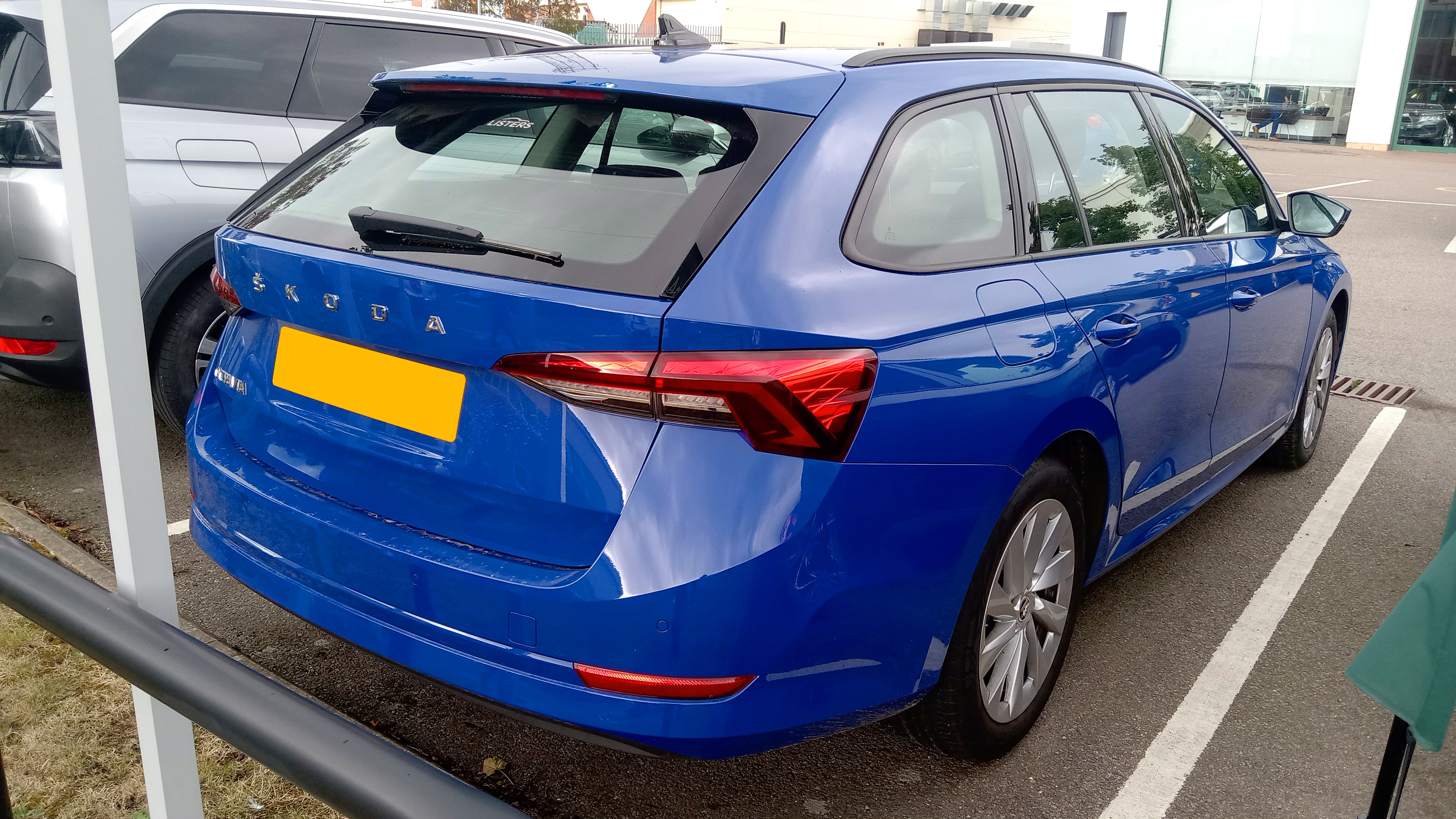
Combi/Estate
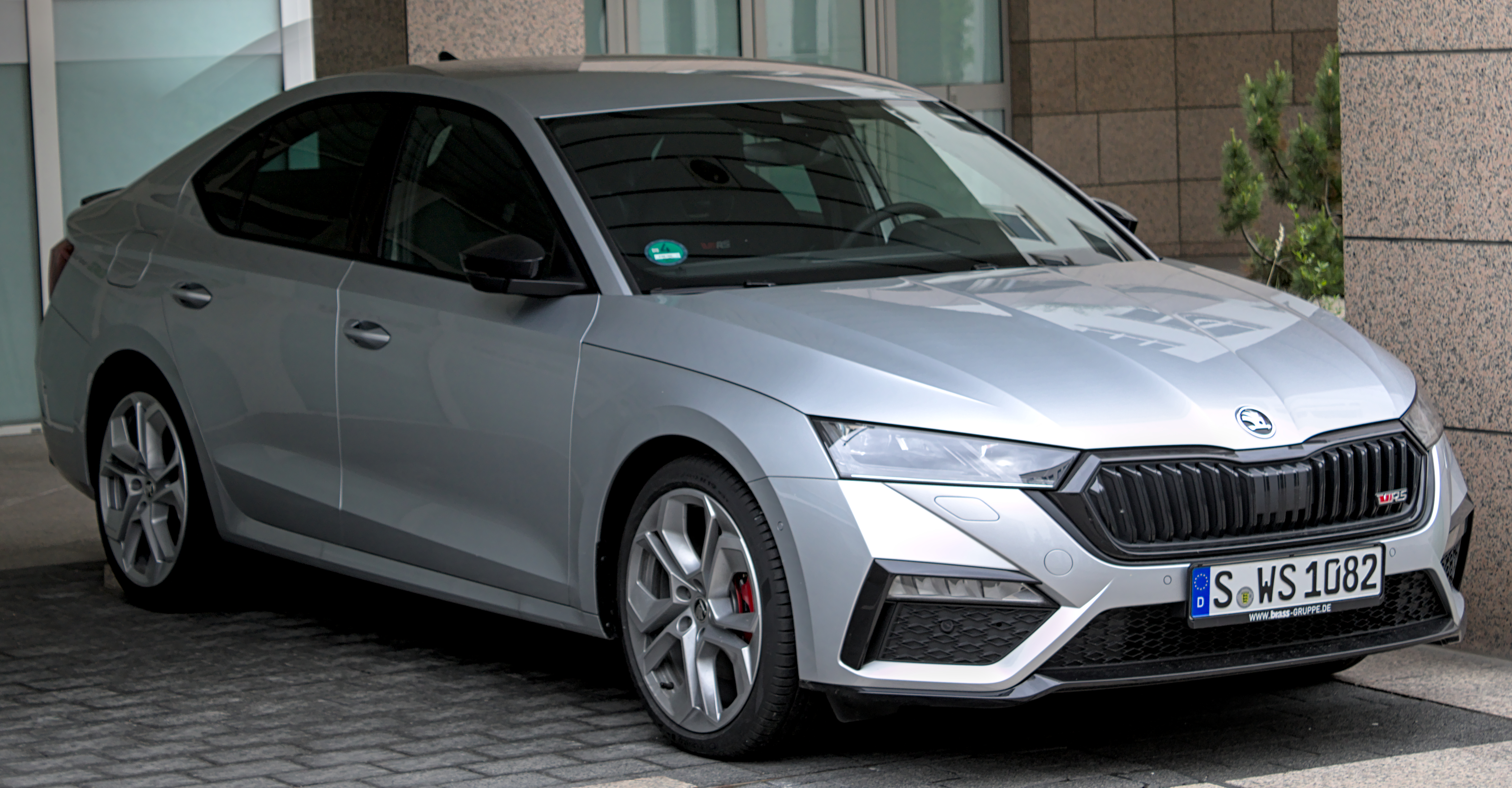
Octavia RS (liftback)
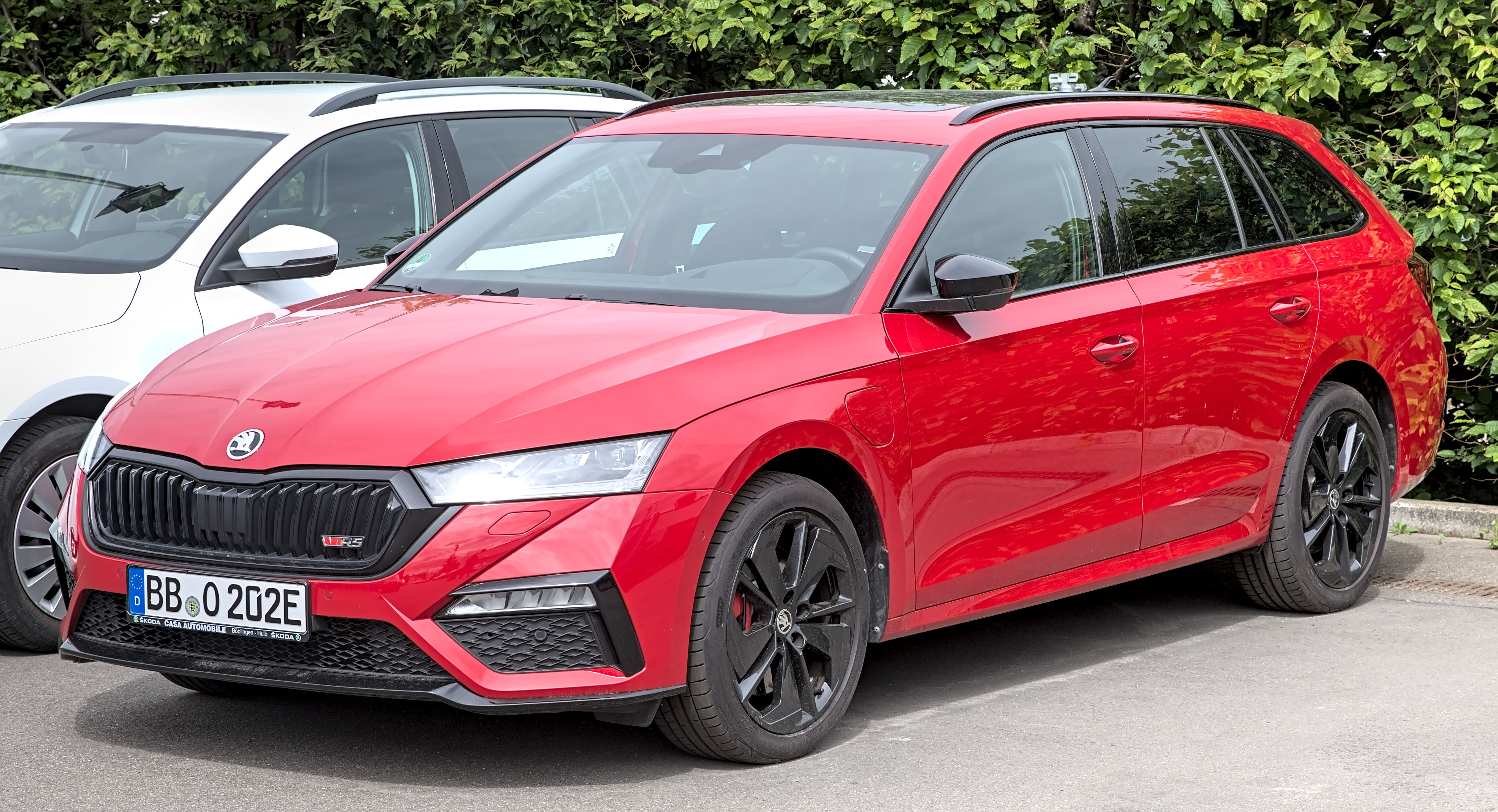
Octavia RS (Combi)
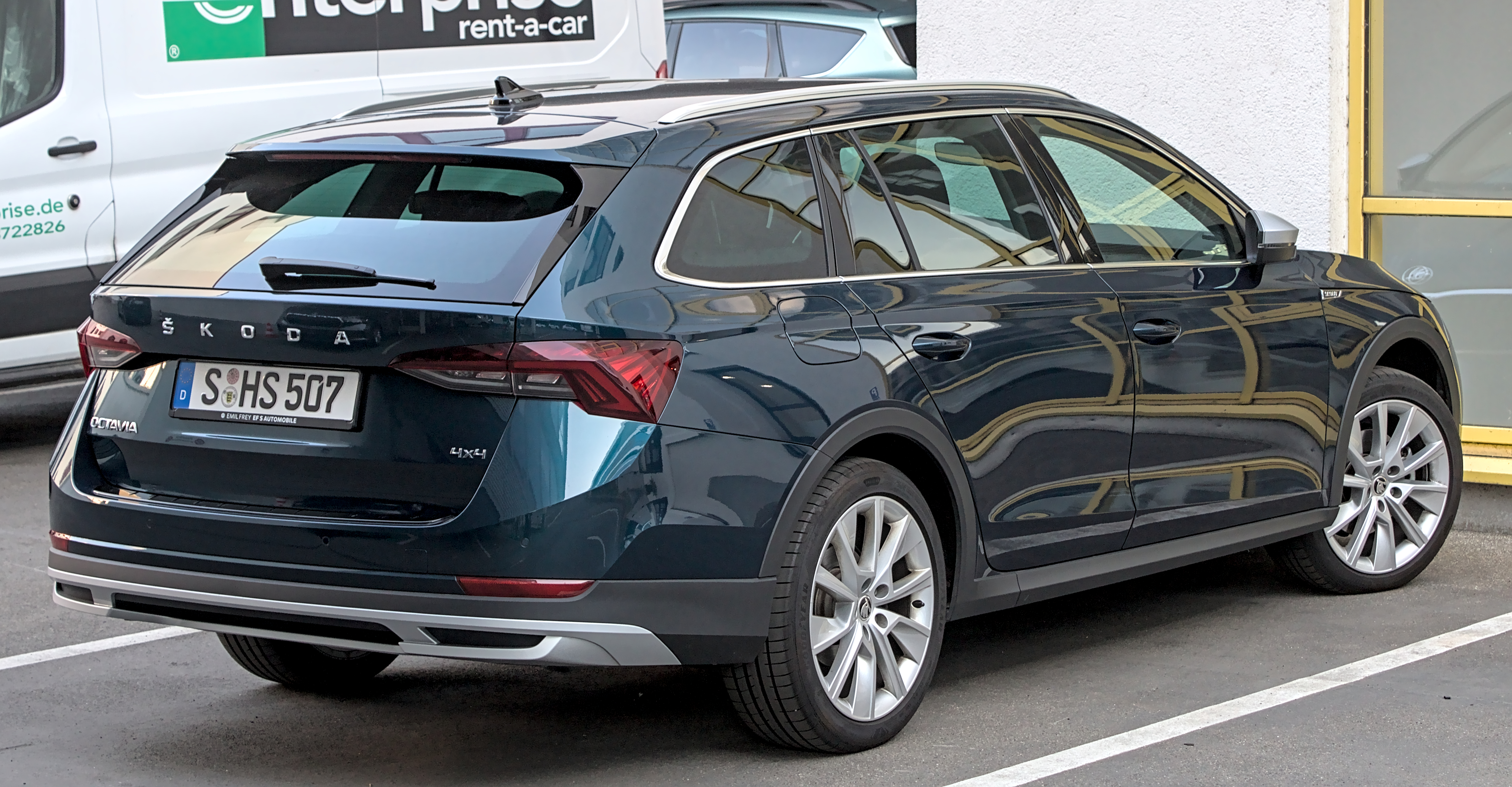
Octavia Scout
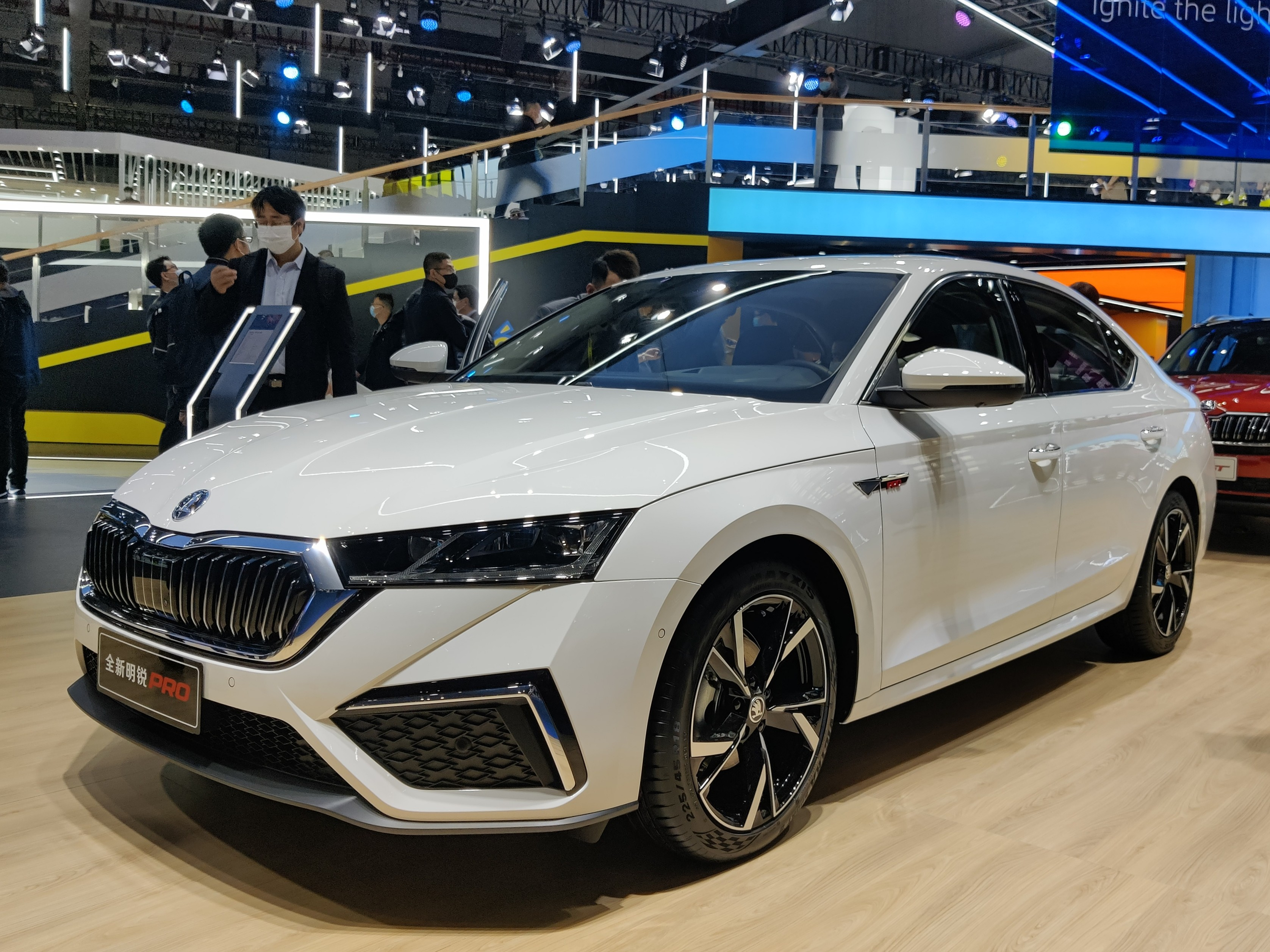
Octavia Pro (тільки Китай)
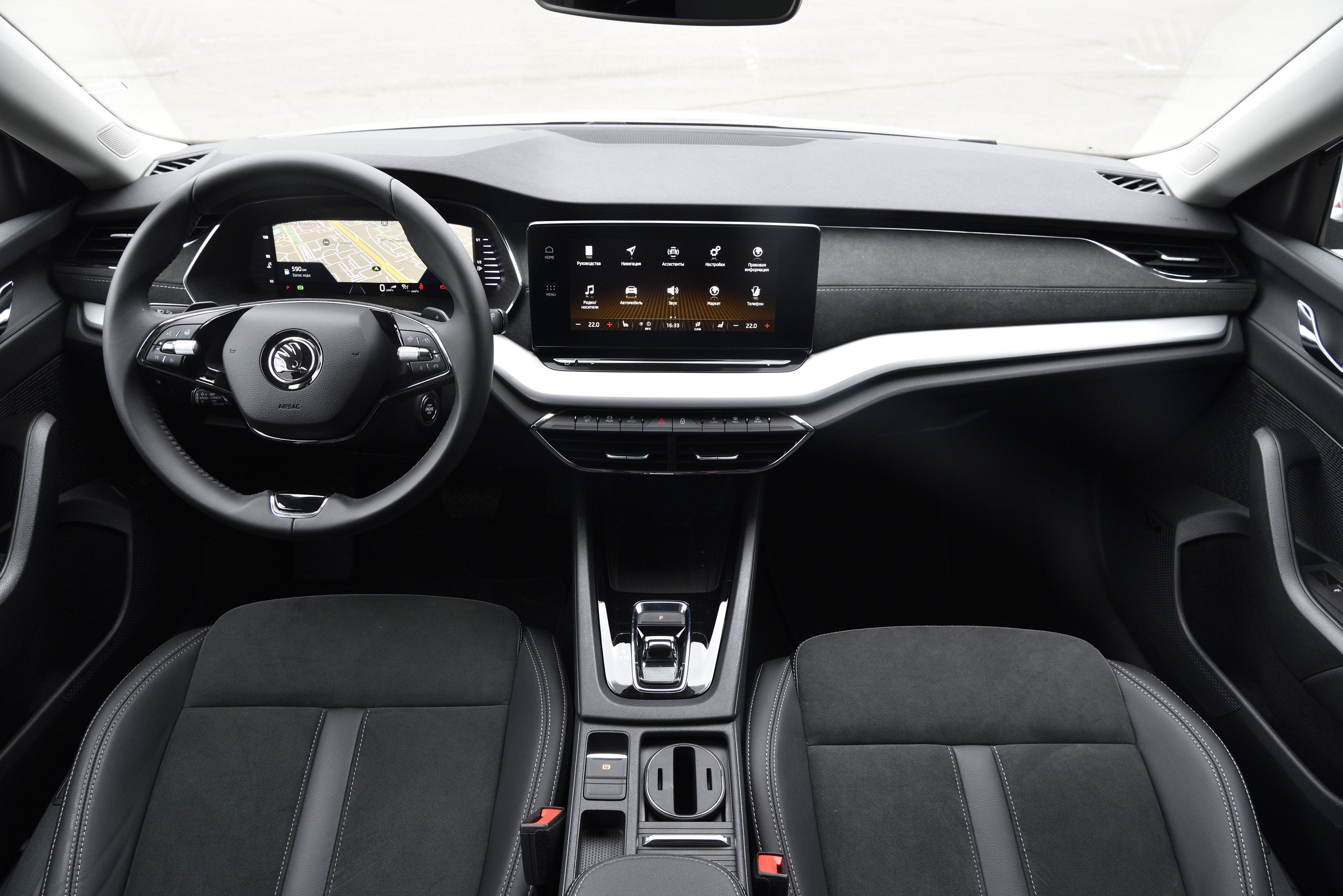
інтерьєр

### Двигуни
- 1,0 TSI EVO
- 1,0 TSI EVO e-TEC
- 1,5 TSI G-TEC
- 1,5 TSI EVO
- 1,5 TSI EVO e-TEC
- 2,0 TSI 4x4
- 1,4 TSI iV
- 1,4 TSI RS iV
- 2,0 TDI

### Фейсліфт
Рестайлінг для лінійки Octavia Mk4 був представлений 14 лютого 2024 року. Зміни включають нову решітку радіатора, оновлені передній і задній бампери, нові фари (з опцією нового матричного світлодіодного типу другого покоління) і задні ліхтарі, нові кольори екстер'єру, новий дизайн легкосплавних дисків, використання екологічних матеріалів для оббивки сидінь і функцій Simply Clever, нові варіанти кольорів і тканин для приладової панелі, оновлену графіку для комбінації приладів, оновлені та додані функції для мультимедіа та безпеки, а також збільшена вихідна потужність для високопродуктивної Octavia RS.

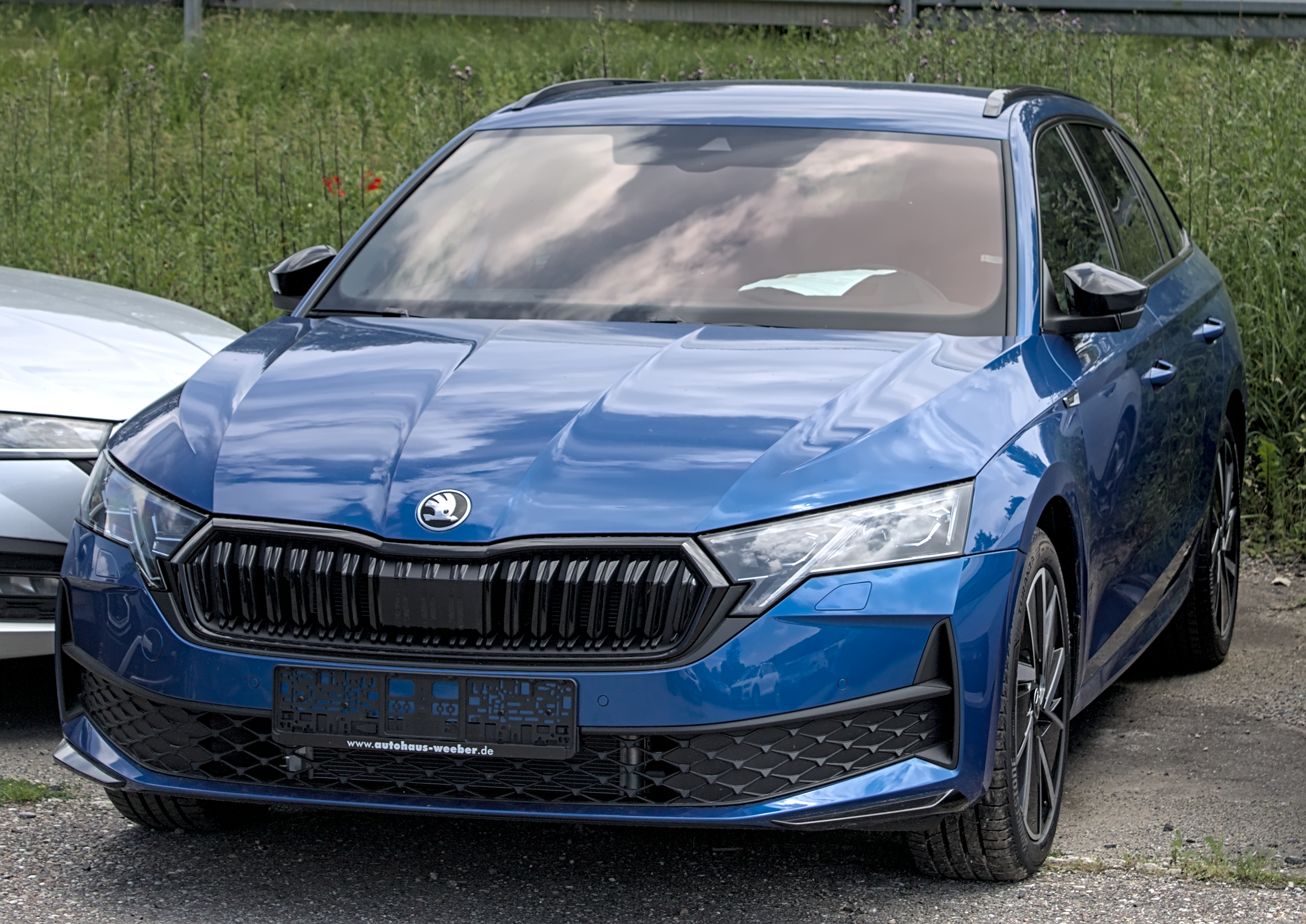
Octavia Combi (фейсліфт)
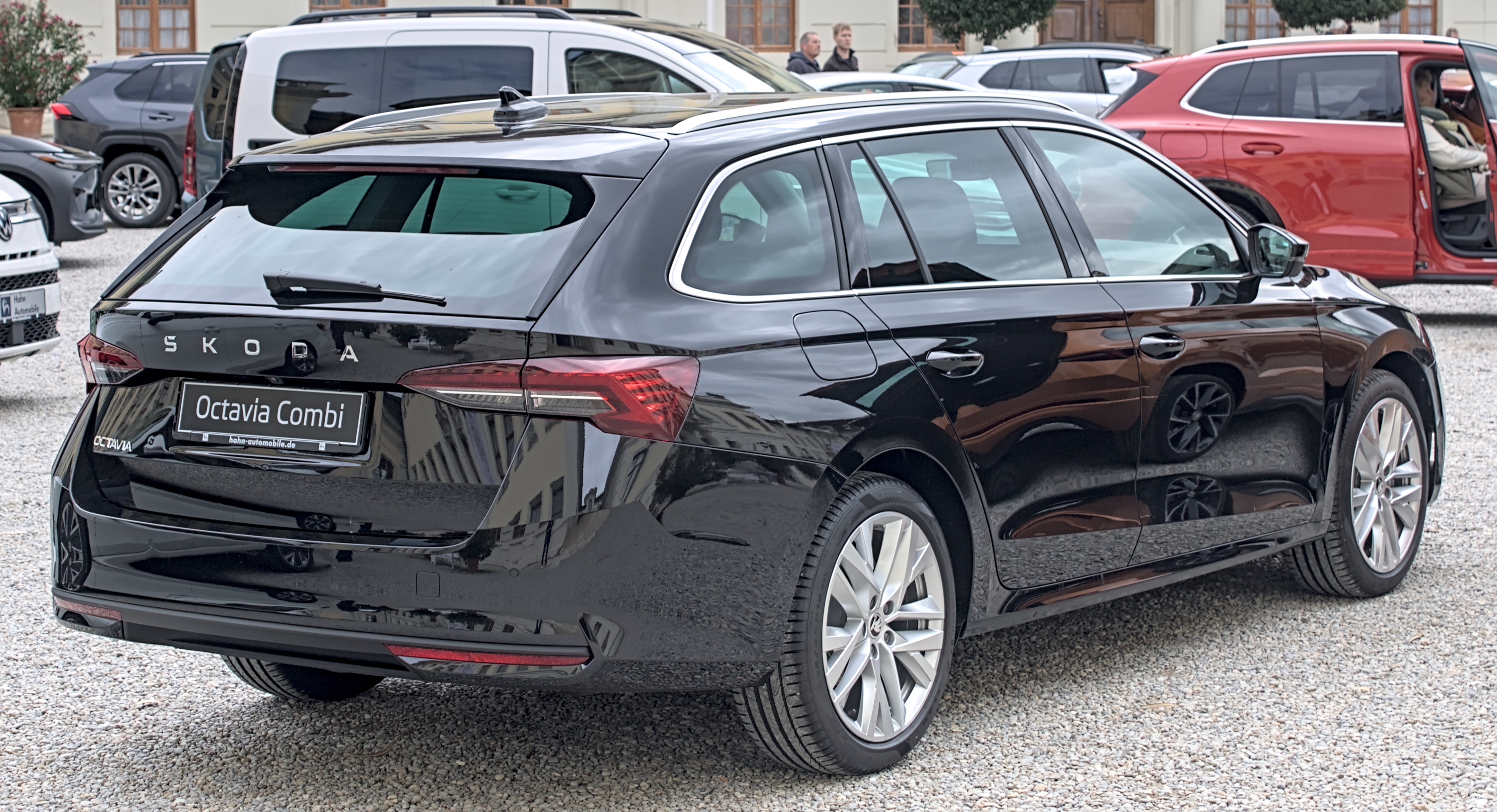
вид ззаду
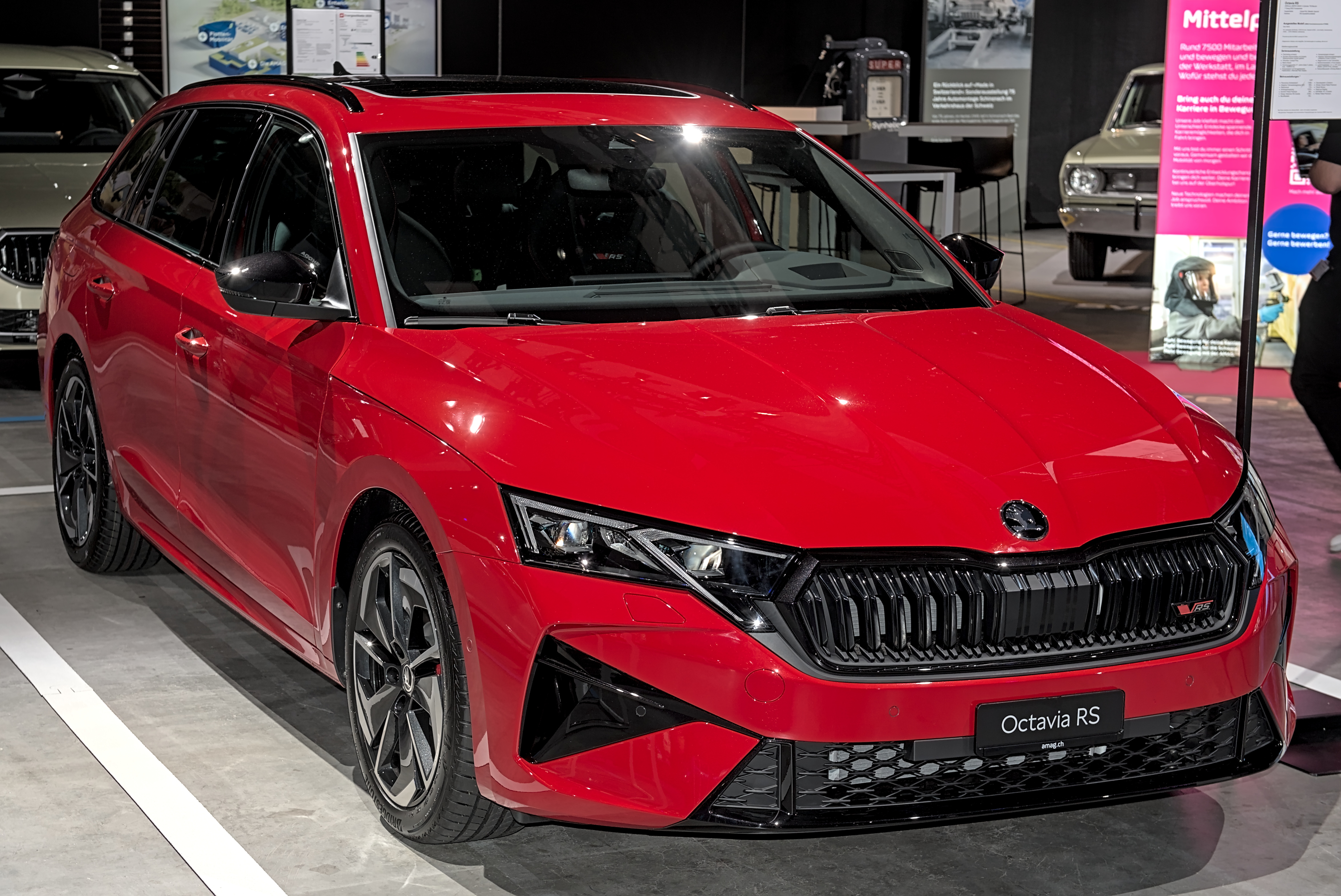
Octavia RS Combi (фейсліфт)